# Tazio Nuvolari
Vous lisez un « article de qualité » labellisé en 2013.
Temple international de la renommée du sport automobile 1998
Tazio Giorgio Nuvolari, dit Tazio Nuvolari (ˈtattsjo ˈdʒordʒo nuvoˈlari), né le 16 novembre 1892 à Castel d'Ario et mort le 11 août 1953 à Mantoue, est un pilote motocycliste et un pilote automobile italien également connu sous les surnoms d'Il Mantovano Volante (le Mantouan volant) ou Nivola. Deux fois champion d'Italie de vitesse moto en 1925 et 1927, champion d'Europe de vitesse moto en 1926 et champion d'Europe des pilotes automobiles en 1932, il reste célèbre tant pour ses exploits en course que pour sa personnalité et son style de pilotage.
Nuvolari commence à piloter en compétition motocycliste en 1920 alors qu'il est déjà âgé de vingt-sept ans. Quatre ans plus tard, en 1924, il devient champion d'Italie en catégorie 500 cm3 et, l'année suivante, coiffe la couronne de champion d'Europe en catégorie 350 cm3 avant de remporter de nouveau le championnat italien en 1926.
Ces titres acquis, Nuvolari fonde son écurie, la Scuderia Nuvolari, et se tourne vers la compétition automobile tout en poursuivant la compétition motocycliste en parallèle jusqu'à la fin de la saison 1930 quand il décide de se consacrer exclusivement à l'automobile. Au cours de cette saison, il obtient sa première victoire majeure en automobile aux Mille Miglia.
Devenu pilote officiel pour Alfa Corse, l'écurie de course officielle d'Alfa Romeo, il remporte, en 1932, le championnat d'Europe des pilotes. À la suite du retrait d'Alfa Corse, de la compétition, Nuvolari s'engage avec la Scuderia Ferrari qui engage semi-officiellement les Alfa Romeo et remporte les 24 Heures du Mans 1933. Déçu par les monoplaces de l'écurie, il entre en conflit avec Enzo Ferrari et rejoint Maserati en milieu de saison 1933 pour y rester jusqu'en 1934, date à laquelle la firme se retire de la compétition.
Nuvolari se tourne de nouveau vers la Scuderia Ferrari, avec le soutien du premier ministre italien Benito Mussolini. La relation avec Enzo Ferrari empirant courant 1937, il s'essaye au pilotage d'une des Flèches d'Argent d'Auto Union puis rejoint la firme allemande en 1938 et lui reste fidèle jusqu'au début de la Seconde Guerre mondiale.
Au sortir du conflit, âgé de cinquante-quatre ans et malgré la maladie, il obtient plusieurs résultats notables et se retire en 1950 sur une victoire de catégorie. Il meurt en 1953 d'un accident vasculaire cérébral.

## Biographie

### Jeunesse et débuts à moto
Tazio Nuvolari naît le 16 novembre 1892 à Castel d'Ario, un village près de Mantoue. Quatrième fils d'Arturo Nuvolari et d'Elisa Zorzi, il grandit dans un milieu marqué par le sport, où son père et son frère Giuseppe, tous deux coureurs cyclistes, s'illustrent par plusieurs victoires en championnat d'Italie ; la deuxième place d'Arturo en 1893, suscite l'admiration du jeune Tazio pour son père.
À dix-huit ans, Nuvolari s'intéresse aux chevaux, à la mécanique et aux avions. Il est embauché dans un garage comme mécanicien et, récupérant un avion en pièces détachées, entreprend de le remonter afin de le piloter. L'expérience tourne court, l'avion s'écrase avant même le décollage et prend feu tandis que son pilote s'en sort indemne après avoir sauté dans une botte de foin.
Suivant la carrière sportive de ses aînés, Tazio Nuvolari passe son permis moto en 1915. Il a vingt-trois ans et, quelques mois plus tard, est enrôlé sous les drapeaux pour conduire, pendant la Première Guerre mondiale, des ambulances de la Croix-Rouge, des camions militaires ou encore des voitures d'officiers. Un jour, alors qu'il conduit un officier, le soldat Nuvolari sort de la route et l'officier malmené ne peut s'empêcher de le sermonner en lui déclarant : « Écoute moi, oublie cela, l'automobile n'est pas faite pour toi »,. Toujours mobilisé, il épouse, le 10 novembre 1917, Carolina Perina, de deux ans sa cadette, qui donne naissance à leur premier fils, Giorgio, le 4 septembre 1918. Revenu à la vie civile, il devient concessionnaire automobile.
En 1920, la course motocycliste étant moins dispendieuse qu'en automobile, Nuvolari prend son premier départ à Crémone sur une moto Della Ferrera Corsa où le jeune Mantouan abandonne rapidement sur casse mécanique. N'étant pas pilote professionnel, il ne prend part que de manière épisodique aux courses. En 1921, il remporte sa première course automobile au volant d'une Ansaldo 4CS lors d'une épreuve de régularité à Vérone. Il engage son Ansaldo au premier Circuito del Garda à Salò et termine quatrième du classement général (deuxième de sa catégorie).
L'année suivante, en 1922, Nuvolari, toujours pilote amateur, ne prend part qu'à quatre courses. S'il abandonne lors des deux premières, il termine deuxième du classement général et deuxième de sa classe à Salò, sur une Ansaldo 6 AS. Le 5 novembre 1922, la ville de Mantoue organise une compétition où Nuvolari se présente sur une Harley-Davidson FS Twin ; il remporte l'épreuve et par la même occasion le championnat.

### 1923–1927: premières années comme pilote professionnel et premiers titres

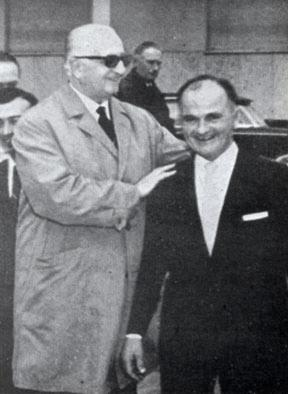
Enzo Ferrari, à gauche d'Ilario Bandini, joue un rôle prépondérant dans la carrière de Nuvolari. Ferrari, qui a mis un terme à sa carrière de pilote, fonde la Scuderia Ferrari qui, avant-guerre, fait courir les Alfa Romeo.

Repéré par Eduardo Bianchi, propriétaire de l'écurie qui porte son nom, Nuvolari devient pilote professionnel début 1924 ; en motocyclisme, il pilote des Norton, BSA, Borgo, Saroléa, Garelli, Fongris et autres Indian avec lesquelles il remporte plusieurs victoires et, en automobile, il obtient quelques places d'honneur au volant d'une Chiribiri. Tazio Nuvolari recentre alors ses efforts sur les deux roues et s'engage dans le championnat d'Italie en 1924. Toutefois, à chaque course automobile sur laquelle il s'engage, il remporte la victoire de sa catégorie. Lors du Circuito del Savio, Nuvolari fait l'une des rencontres les plus importantes de sa carrière, Enzo Ferrari. Avec sa modeste Chiribiri il menace le futur Ingeniere et son imposante Alfa Romeo RL. Ferrari déclare alors : « Ma première rencontre avec Nuvolari remonte à 1924. Il était en face de la Basilique Saint-Apollinaire in Classe, sur la route de Ravenne, où étaient installés les stands en vue du deuxième Circuito del Savio. Au début, je me souviens, je n'ai pas donné trop de crédit à ce maigrelet mais pendant la course, j'ai réalisé que c'était le seul concurrent capable de me contester la victoire. J'étais sur une Alfa 3 litres, lui, sur une Chiribiri et c'est dans cet ordre que nous avons coupé la ligne. Le même classement s'est répété quelques semaines après, au Circuito del Polesine… »,.
Pendant la saison, Nuvolari remporte plusieurs victoires et devient champion d'Italie de vitesse moto en classe 500 cm3.
L'année suivante, en 1925, il pilote une moto Bianchi de 350 cm3, remporte plusieurs victoires de catégorie et réalise trois records de vitesse dans la classe 350 cm3 sur la piste de Milan. Le 1er septembre, il est invité par Alfa Romeo à piloter leur monoplace P2 à Monza dans le cadre d'essais privés destinés à choisir un remplaçant pour Antonio Ascari, décédé un mois plus tôt. Nuvolari, qui n'a pas encore piloté de voiture de la saison prend rapidement la mesure de sa machine, distance Giuseppe Campari et Attilio Marinoni, réalise un temps au tour proche de celui d'Ascari au Grand Prix d'Italie 1924 mais, au sixième tour, sort de la piste. Éjecté, l'Italien a les deux jambes brisées. Il est plâtré par les médecins qui le déclarent incapable de marcher pendant un mois et de piloter pendant encore plus longtemps. Bravant l'interdit des docteurs, il est présent une semaine plus tard au Grand Prix des Nations à Monza (le Grand Prix d'Europe de la F.I.C.M.) où il demande à ses mécaniciens de l'attacher à sa moto, de le tenir au départ et de le rattraper à l'arrivée. Nuvolari remporte la victoire en catégorie 350 cm3 et devient champion d'Europe de vitesse moto,,.
Auréolé de son titre de champion d'Europe, il se présente en 1926 sur sa Bianchi Freccia Celeste (Flèche céleste) et, à chaque course menée à son terme, monte sur le podium. Toutefois, le Campionissimo fait trois sorties de piste dont une assez grave sur le circuit de Solitude, en Allemagne où, pour sa première sortie internationale et piégé par le brouillard, il sort de la piste et se blesse. Le lendemain, se sentant mieux, il prend le train pour l'Italie et, à la frontière, rencontre des membres de l'écurie Bianchi venus vers lui après avoir reçu un télégramme du consul d'Italie en Allemagne qui exprime sa préoccupation pour l'état de santé du pilote, un journaliste allemand ayant même annoncé sa mort dans un journal du matin,.
Début 1927, Nuvolari reprend les courses automobiles. Il participe aux Mille Miglia et termine dixième au classement général, cinquième de sa catégorie sur une Bianchi 20 Sport. Désormais, le Campionissimo pilote tant en auto qu'à moto et remporte plusieurs victoires dans les deux disciplines, dont une en milieu de saison sur une Bugatti Type 35 au Grand Prix de Rome puis une autre, sur son circuit fétiche de Salò, au Circuito del Garda,.

### 1928–1929: Nuvolari et laScuderia Nuvolari

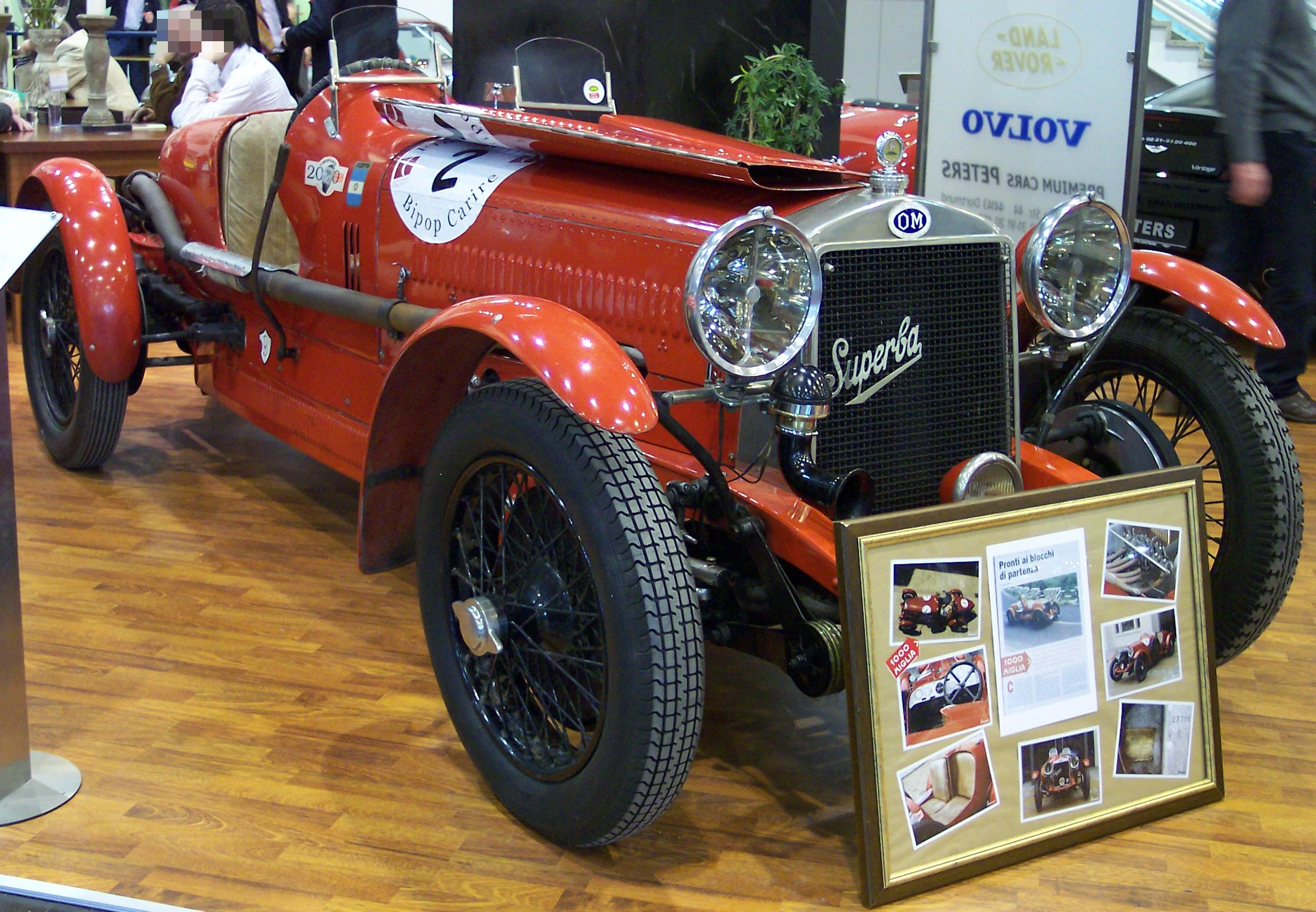
Une OM de course similaire à celle qu'utilisait Nuvolari en 1929.

Décidé à piloter plus souvent sur auto, Nuvolari quitte l'écurie Bianchi fin 1927 et crée son écurie, la Scuderia Nuvolari. Pour la saison 1928, il acquiert quatre Bugatti Type 35 et en revend deux à Cesare Pastore et à son rival et ami Achille Varzi. Le 2 mars, Carolina donne naissance à leur deuxième fils, Alberto et, neuf jours plus tard, Tazio remporte sa première course de la saison à Tripoli. Deux semaines plus tard, il s'impose au Circuito Pozzo à Vérone, devançant Pietro Bordino qui meurt dans les jours qui suivent. En hommage à Bordino, le Circuito di Alessandria est promptement renommé Coppa Pietro Bordino ; Tazio Nuvolari remporte la victoire qu'il dédie à Bordino. Sans autre victoire jusqu'en fin de saison, Nuvolari prend part, à moto, au Grand Prix des Nations et au Circuito Golfo del Tigullio et remporte deux nouvelles victoires de classe sur sa Bianchi Freccia Celeste,.
En 1929, afin de financer sa saison, il doit concilier courses automobiles et motocyclistes avec une activité de concessionnaire automobile. Il teste plusieurs voitures (Bugatti Type 35C, O.M. Tipo 665 Speciale, Alfa Romeo 6C 1750 SS, Talbot) et obtient comme meilleur résultat une victoire de classe au Grand Prix de Monza sur une Talbot 700,.

### 1930–1932: retour en grâce sur Alfa Romeo

Nuvolari et Guidotti remportent les Mille Miglia en ayant, selon certaines sources, parcouru les ultimes kilomètres de nuit tous feux éteints.

En 1930, Tazio Nuvolari prend le départ des Mille Miglia sur une Alfa Romeo 6C 1750 GS Spider Zagato avec Battista Guidotti pour copilote. Parti après son coéquipier Achille Varzi, il le prend en chasse, tous feux éteints à 150 km/h, le rattrape dans les derniers kilomètres et le double. Comme Nuvolari poursuit sans éclairage, les commissaires de course ne se rendent pas compte qu'il a pris la tête et indiquent toujours à Varzi qu'il est en première position. Nuvolari allume enfin ses feux en vue de la ligne d'arrivée, à Brescia, et devient le premier pilote à parcourir les mille milles de la course à plus de 100 km/h de moyenne. Quand Varzi franchit en second la ligne d'arrivée il découvre avec stupéfaction qu'il a perdu la course. Cette histoire reste néanmoins sujette à caution, certains affirmant que le Mantouan a pris la tête alors qu'il faisait encore jour et qu'il n'aurait pas allumé ses feux par la suite. Battista Guidotti, affirme pour sa part au cours de nombreuses interviews que c'est lui qui a éteint les feux. Si cette victoire rend Nuvolari plus populaire, elle attise sa rivalité avec Varzi,,,.

« C'était une bonne course et, à partir de Rome je n'ai jamais douté de ma victoire. La voiture était fantastique et ne m'a jamais inquiété. J'aurais pu conduire beaucoup plus vite si j'avais voulu. Pour moi, la partie la plus difficile de la course était quand Vittorio Jano m'a enfermé dans une chambre, à Bologne, pendant le voyage retour, m'a forcé à me reposer pendant plus de cinq minutes, m'a lavé et m'a nourri. J'étais dans une telle frénésie après la course que je me serai presque battu avec les commissaires de course dans les stands. J'étais beaucoup trop excité pour les écouter, j'avais la victoire dans le creux de la main et que je pouvais enfin en profiter pour faire ce que je voulais. »

— Tazio Nuvolari,

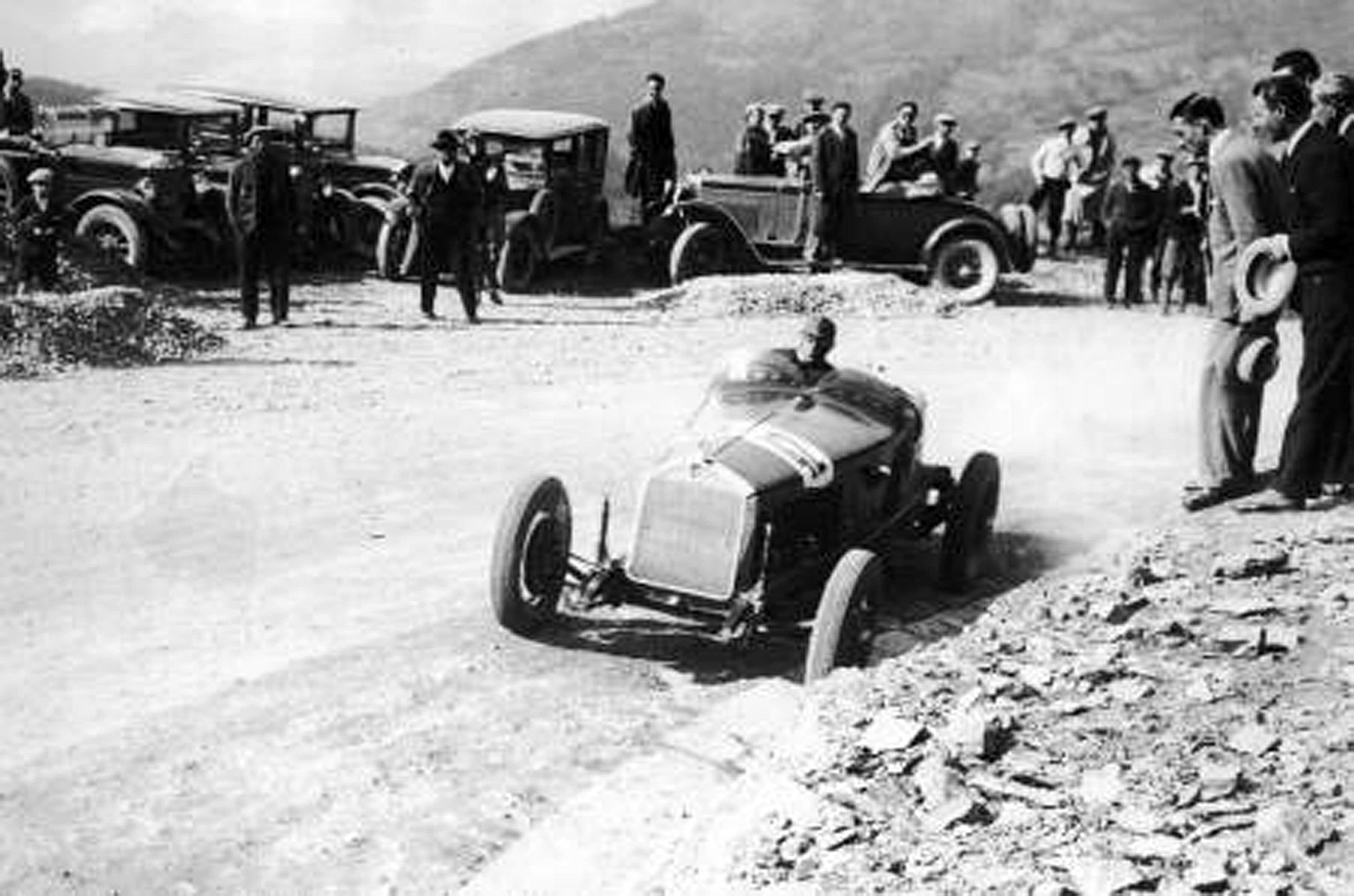
Tazio Nuvolari termine second de la Coppa della Consuma 1930 sur une Alfa Romeo 6C 1750 GS.

Plus tard dans la saison, cinquième de la Targa Florio, il est accueilli, à l'issue de la course, à la gare ferroviaire par son patron Enzo Ferrari qui lui remet enfin son billet de retour. Nuvolari ne peut s'empêcher de rétorquer : « On vous dit bon administrateur mais je me rends compte que ce n'est pas vrai ! Vous m'avez donné juste le billet aller parce que quand vous partez pour une course vous devez prévoir la possibilité de revenir avec un coffre en bois ! ».
Varzi prend sa revanche sur Nuvolari en remportant une victoire mémorable, couvrant les derniers kilomètres avec une voiture en flammes. La rivalité entre les deux pilotes prend dès lors une nouvelle dimension, brisant leur amitié. Un peu plus tard dans l'année, Nuvolari remporte coup sur coup la très longue course de côte de Coni-Col de la Madeleine en championnat d'Europe de la montagne, puis le RAC Tourist Trophy,. D'après la légende, au cours de la course, il serait monté sur le trottoir pour tenter d'attraper un jambon dans la vitrine d'une boucherie brisée par un concurrent. Sammy Davis, qui rencontre le campionissimo pour l'occasion, découvre alors un homme à l'humour très marqué.

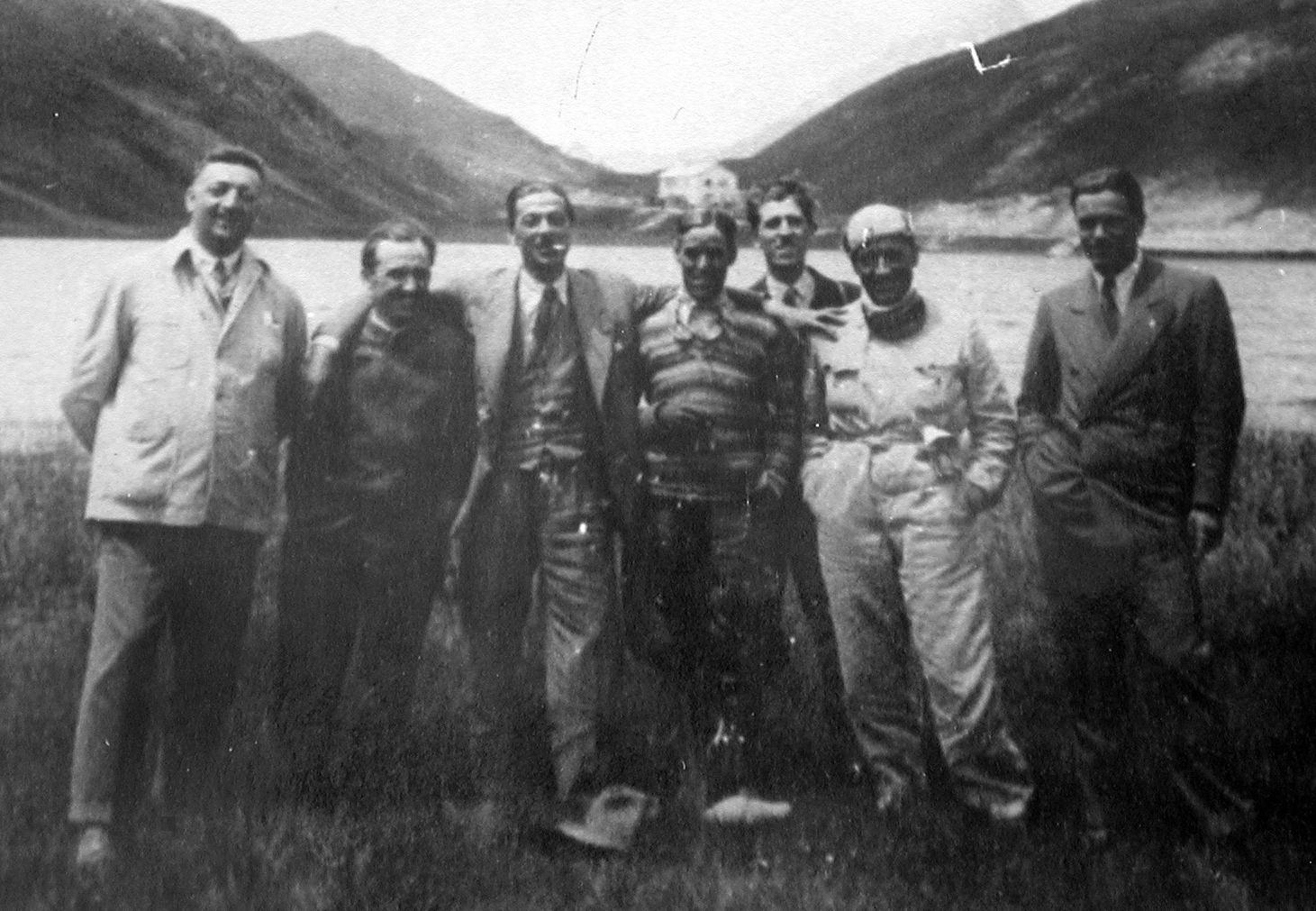
Les membres de la Scuderia Ferrari après la victoire, au volant d'une Alfa Romeo P2, de Nuvolari à la course de côte Cuneo-Colle della Maddalena, au col de Larche.

À la fin de la saison 1930, Nuvolari arrête les compétitions motocyclistes pour se concentrer sur l'automobile. La saison commence avec une victoire sur le grand circuit des Madonies de la Targa Florio, une nouvelle fois devant Varzi. L'Association internationale des Automobile clubs reconnus (AIACR), crée, en 1931, le championnat d'Europe des pilotes qui comporte trois Grands Prix disputés en Italie, en France et en Belgique,,. Leur durée est fixée à dix heures et un système d'attribution des points favorisant la régularité est choisi,.
Alfa Corse se présente en Italie avec une équipe remaniée après le décès de son pilote Luigi Arcangeli. Tazio Nuvolari et son copilote Baconin Borzacchini, sont placés aléatoirement sur la neuvième place de la grille de départ. Il s'élance au volant d'une Tipo A mûe par deux six cylindres en ligne et occupe le haut du classement jusqu'à son abandon au trente-deuxième tour,. Deux heures après le début de la course, Vittorio Jano et Prospero Gianferrari affectent Nuvolari et Borzacchini respectivement sur les voitures de Campari et Ferdinando Minoia. Tazio Nuvolari qui remplace Attilio Marinoni dans son rôle de copilote permet à Giuseppe Campari de remporter la course sans marquer d'autres points que ceux acquis avec la voiture sur laquelle il a pris le départ. Pour le Grand Prix suivant, en France, Nuvolari, associé à Minozzi, dispose d'une 8C. En fin de course, il est immobilisé par un problème mécanique et chute de la cinquième à la onzième place. En Belgique, Alfa Corse associe Nuvolari à Borzacchini : les deux Italiens dominent la course et, à la sixième heure, comptent près de douze kilomètres d'avance sur leurs poursuivants, l'équipage William Grover-Williams-Caberto Conelli, sur Bugatti. Ces derniers reviennent toutefois sur les Italiens puis leurs disputent la première place. En fin d'épreuve, les deux équipages ralentis par de multiples arrêts au stand s'échangent la tête et Williams et Conelli s'imposent avec une avance de trois quarts de tour,. Nuvolari termine cinquième du championnat, sanctionné par treize points,,.

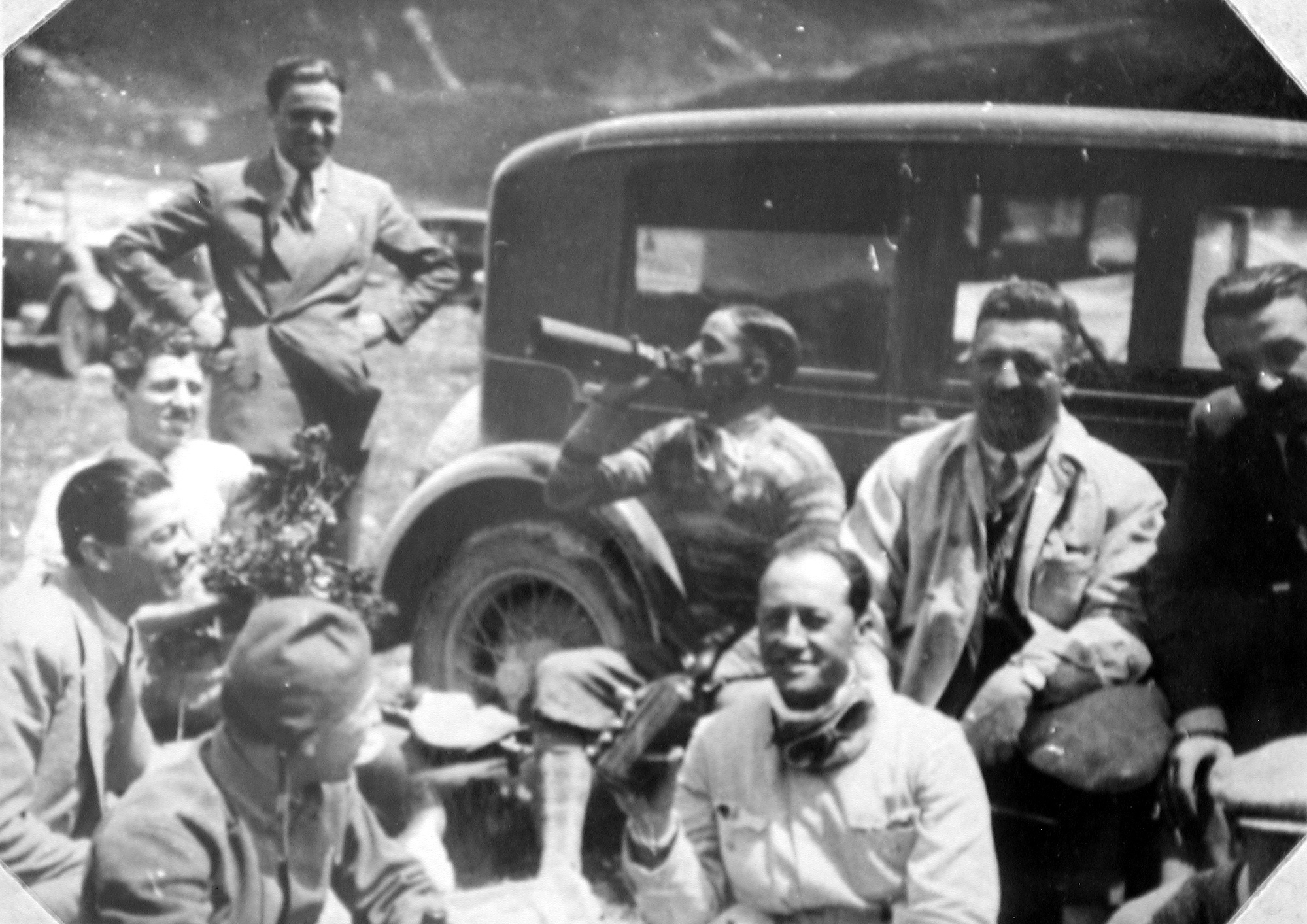
La Scuderia Ferrari entre fin 1930 et début 1931. Au premier plan à droite, Luigi Arcangeli (qui se tue en début de saison 1931), juste derrière lui, Enzo Ferrari et, en arrière-plan, Nuvolari se désaltérant.

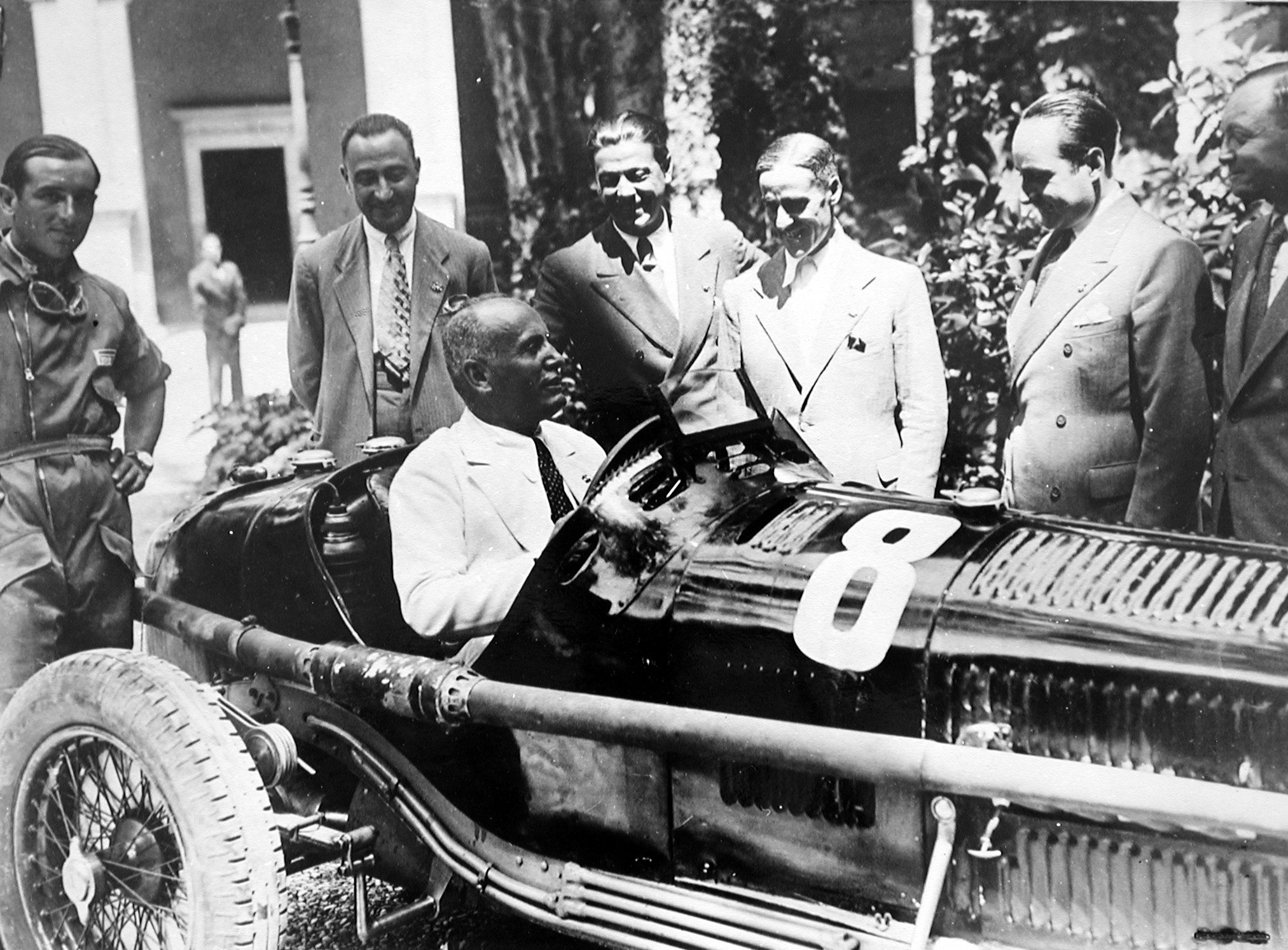
Benito Mussolini, dans l'Alfa Romeo P3 avec laquelle Nuvolari vient de remporter la Coppa Acerbo, en compagnie des membres de l'écurie Alfa Romeo reçus à la Villa Torlonia. De gauche à droite Decimo Compagnoni (mécanicien de Nuvolari), Enzo Ferrari, Prospero Gianferrari (directeur d'Alfa Romeo), Tazio Nuvolari, Achille Varzi et Rudolf Caracciola.

En 1932, après un début de saison écourté sur abandon aux Mille Miglia, Nuvolari se présente à Monaco. Parti de la onzième place il revient, au dixième tour, à dix-sept secondes de la Bugatti du pilote local Louis Chiron. Au vingt-neuvième tour, Chiron touche une botte de paille et abandonne, laissant à Nuvolari le commandement de l'épreuve. Profitant d'un arrêt ravitaillement de Borzacchini et d'une erreur de Varzi, l'Allemand Rudolf Caracciola, transfuge Mercedes-Benz engagé à titre semi-privé par Alfa Corse, remonte Nuvolari jusqu'à le coller. Nuvolari garde toutefois la tête de la course et franchit en vainqueur la ligne d'arrivée. Caracciola est alors officiellement engagé par l'écurie et devient le coéquipier du campionissimo,,.

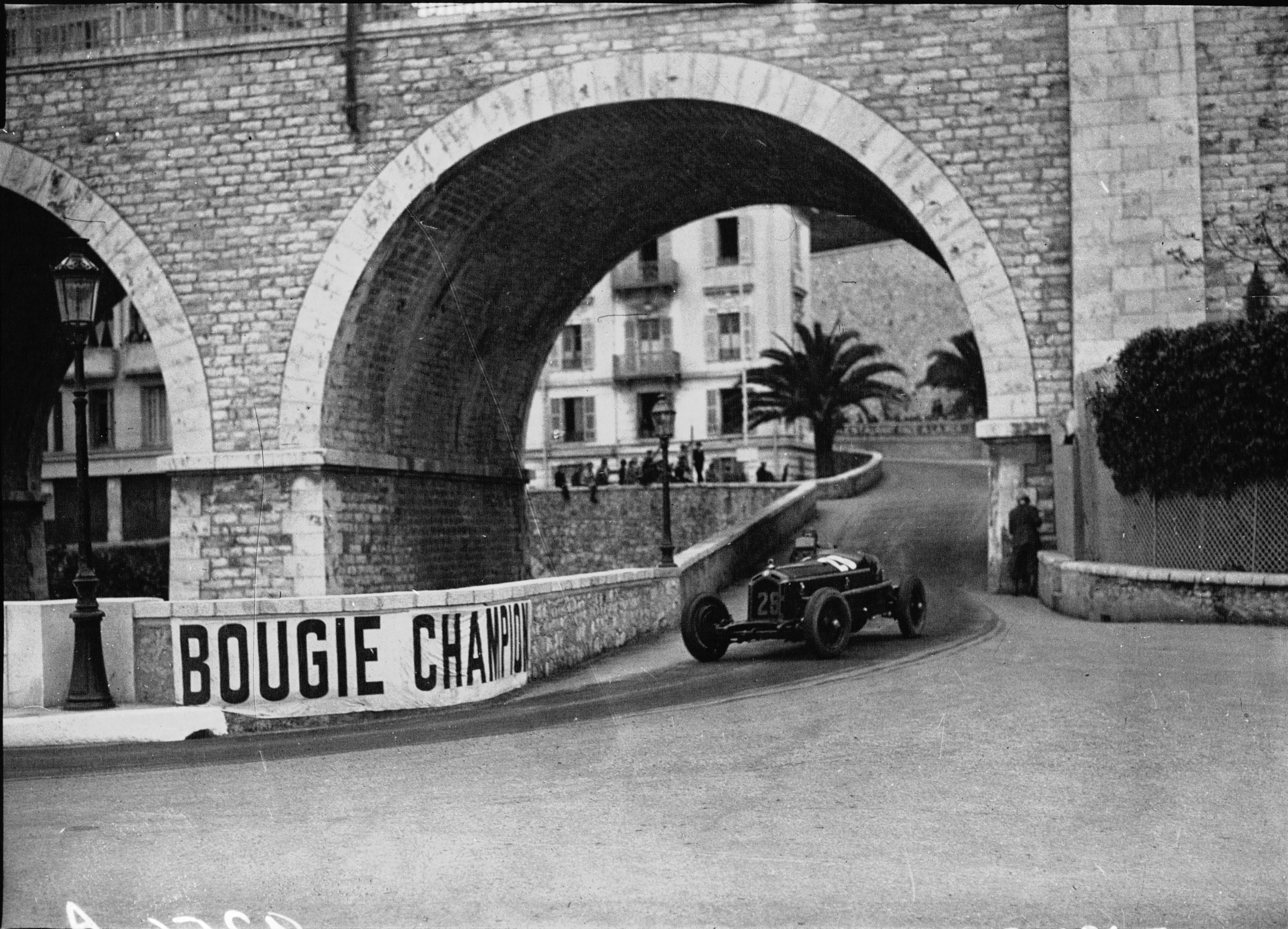
Nuvolari, sur une Alfa Romeo 8C d'Alfa Corse, file vers la victoire à Monaco…

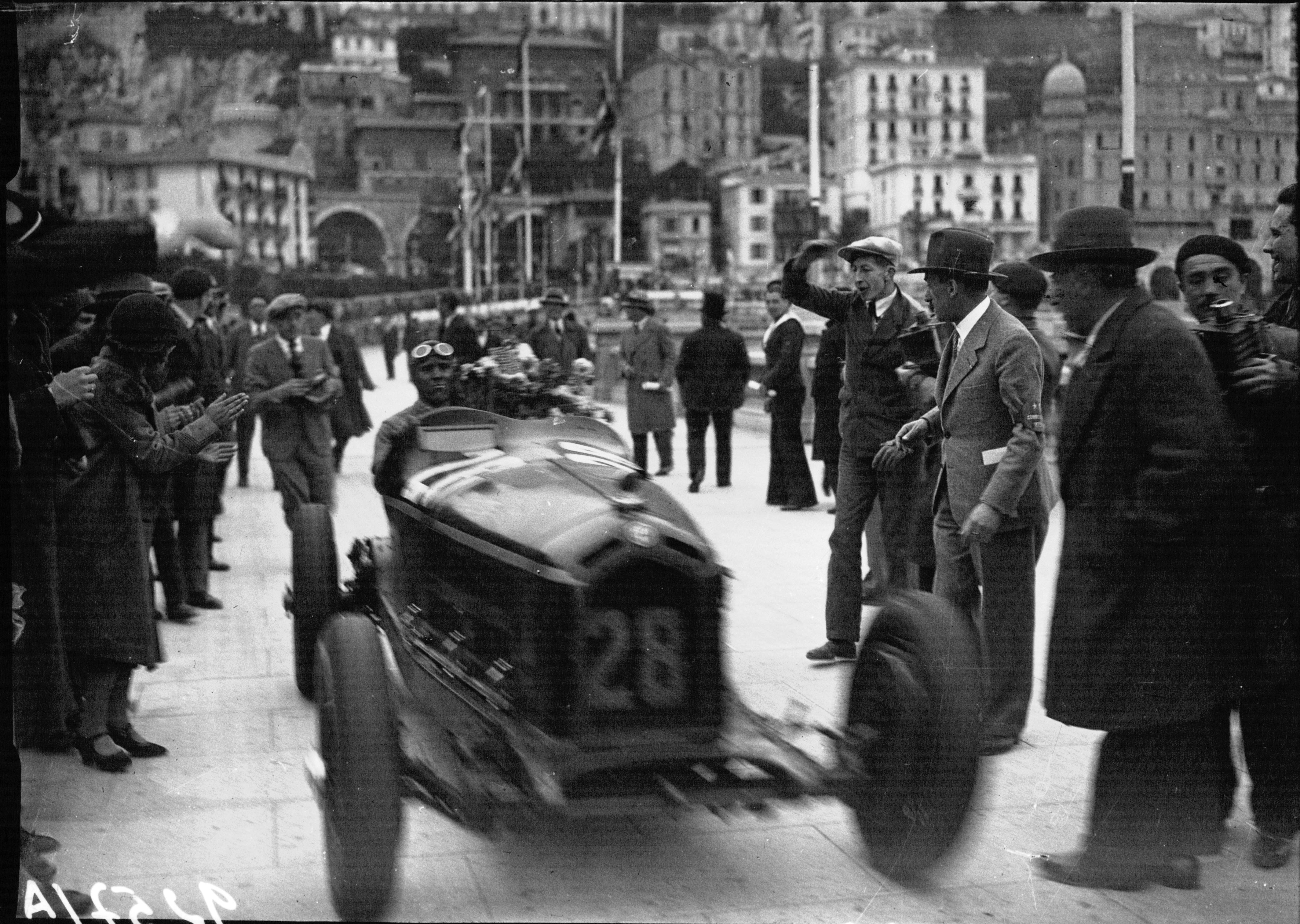
… après quelques arrêts ravitaillement, il est rattrapé par Rudolf Caracciola qui termine avec moins de trois secondes de retard.

S'ensuit une nouvelle victoire à la Targa Florio où le mécanicien embarqué Mabelli raconte qu'il a passé le plus clair de la course accroupi : « Avant le départ, Nuvolari m'a dit de m'accroupir sur le sol de la voiture à chaque fois qu'il criera. Ce cri était un signal indiquant que, entrés trop vite dans une courbe, nous devions abaisser le centre de gravité de la voiture. J'ai passé toute la course sur le plancher car Nuvolari a crié du premier au dernier virage »,,,.
En 1932, l'AIACR fait passer de dix à cinq heures la durée des Grands Prix. Trois épreuves sont disputées en Italie, en France et Allemagne,,.
Viennent ensuite les trois épreuves du championnat d'Europe des pilotes. Le Grand Prix d'Italie, initialement dominé par Chiron et par Luigi Fagioli sur leurs Bugatti Type 54. Nuvolari sur Alfa Romeo P3 (ou Tipo B) profite néanmoins d'un arrêt ravitaillement de Fagioli au vingt-troisième tour pour prendre la tête et la conserver jusqu'au terme de l'épreuve. Le campionissimo s'empare de la tête du championnat.

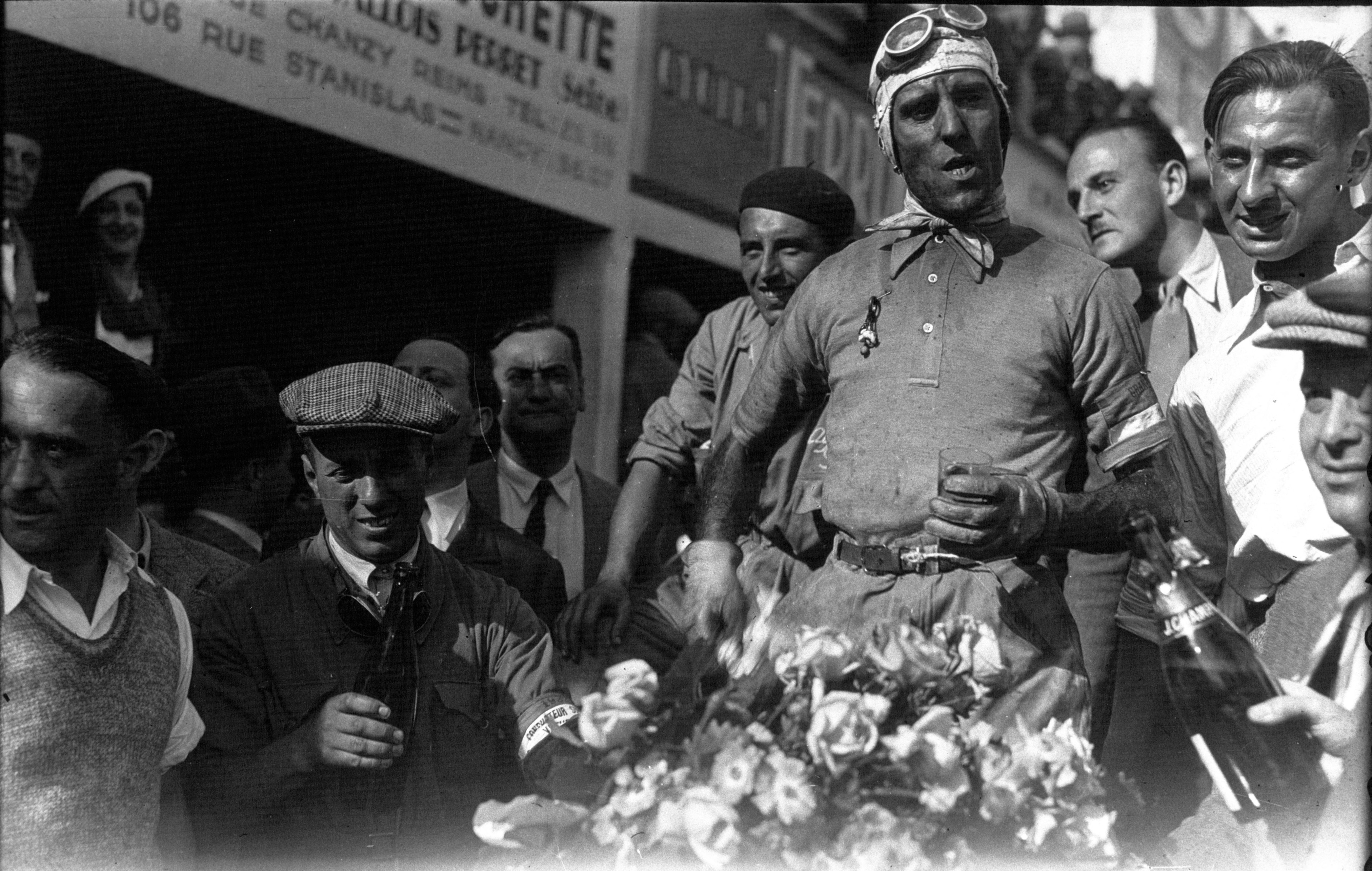
Le campionissimo, en remportant le Grand Prix de France, fait un pas important vers la consécration en championnat d'Europe des pilotes.

En France, la domination des Alfa Romeo est telle que l'écurie peut se permettre de choisir le classement de ses trois pilotes à l'arrivée. Pour prouver que les Alfa Romeo sont capables de s'imposer sans Nuvolari, l'écurie lui présente un drapeau rouge pour le ralentir et donner l'avantage à Caracciola. Nuvolari outrepasse la consigne, poursuit en tête et termine vainqueur devant Borzacchini et Caracciola. Après la course, il se justifie de ne pas avoir ralenti et ment en disant « J'ai vu un signal venant des stands mais comme j'avais des lunettes vertes, le drapeau me semblait plutôt vert que rouge et j'ai accéléré. Caracciola pouvait aussi accélérer et me passer… »,.
L'épreuve allemande, qui accueille trois catégories simultanément, se dispute sur vingt-cinq tours et clot la saison,. Pour récompenser le pilote local Caracciola, « lésé » en France, Alfa Corse retarde volontairement Nuvolari par des arrêts inopinés aux stands qui permettent à l'Allemand de s'imposer. Deuxième de la course, Nuvolari est sacré champion d'Europe des pilotes.
Hors-championnat, Nuvolari s'impose encore à la Coppa Montenero et à la Coppa Acerbo, sur les longs tracés de Livourne et de Pescara. Il remporte finalement sept des seize courses dans lesquelles il s'est engagé,,,.
Le 28 avril 1932, le poète italien Gabriele D'Annunzio lui offre une tortue en or portant la dédicace « À l'homme le plus rapide du monde, l'animal le plus lent ». Nuvolari fait monter cette tortue en pendentif qu'il portera tout au long de sa carrière et devenant son symbole.

### 1933–1934: départ d'Alfa Romeo et arrivée chez Maserati
« Tazio Nuvolari n'était pas simplement un pilote automobile. En Italie il devint une idole, un demi-dieu, une légende, résumant tout ce qu'un jeune italien aspirait à être ; l'homme qui « réalisait l'impossible », pas une fois mais habituellement, le David qui a tué le Goliath dans le sport automobile. Il était « Il Maestro ». »

— Cyril Posthumus,

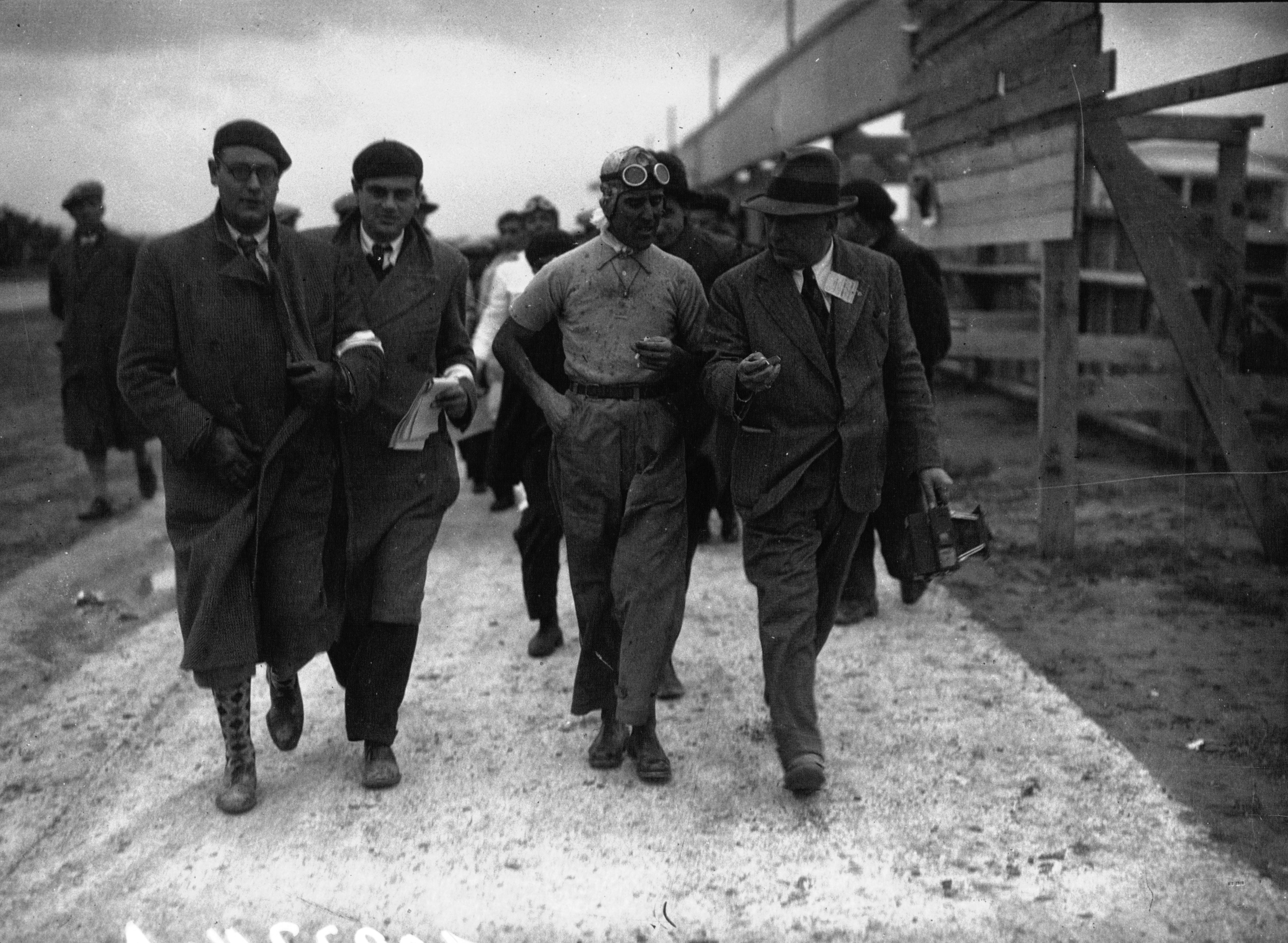
Tazio Nuvolari dans le paddock du Grand Prix de Tunisie.

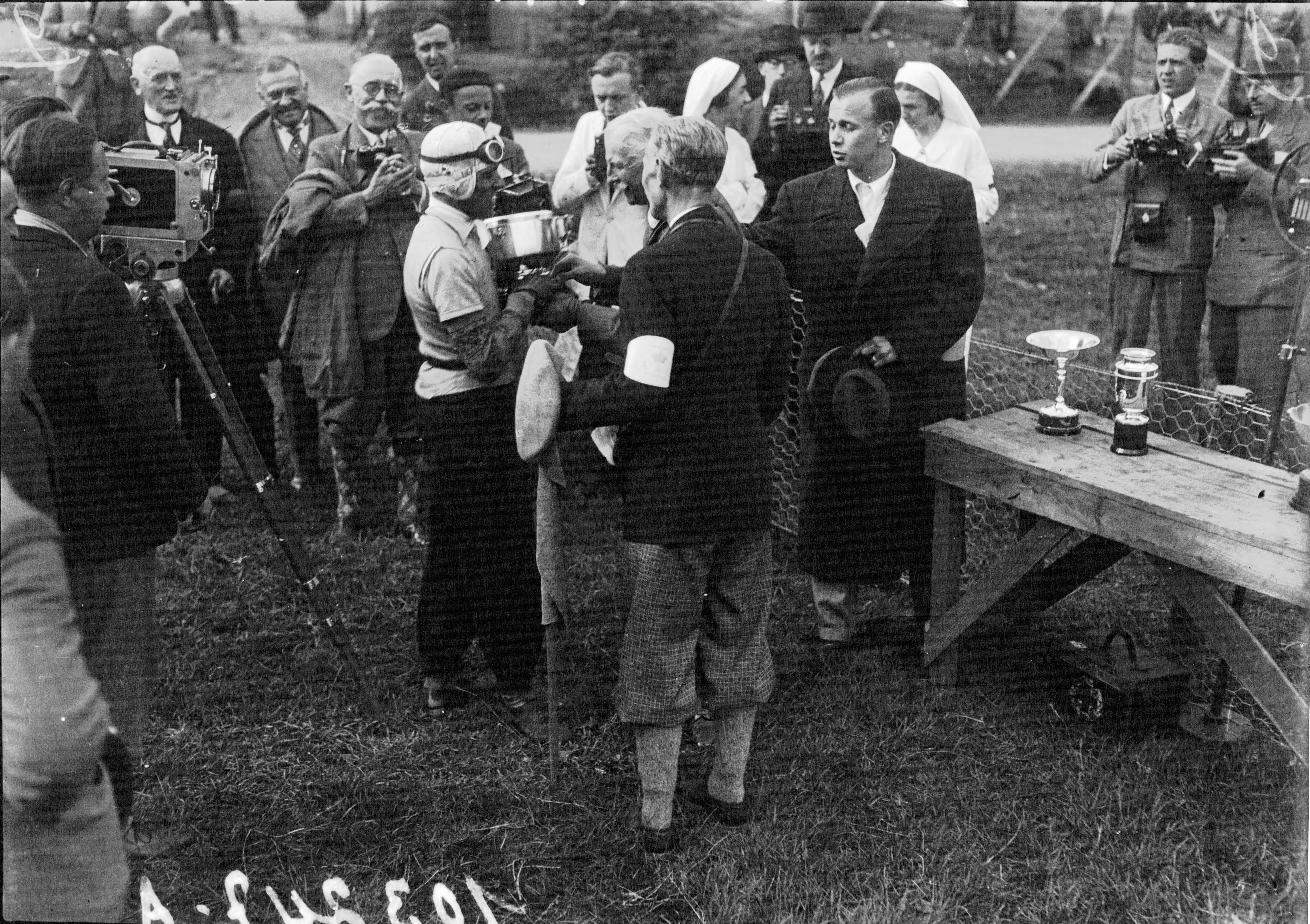
Tazio Nuvolari reçoit la coupe du vainqueur du Grand Prix automobile de Belgique.

1933 marque la première année du hiatus dans le championnat d'Europe des pilotes de l'AIACR. Alfa Romeo cesse son engagement en Grand Prix malgré les efforts d'Enzo Ferrari. Sa structure de course, la Scuderia Ferrari, privée pour des raisons économiques des puissantes P3, doit se contenter d'Alfa 8C de conception plus ancienne, confrontées à des Maserati considérablement améliorées.

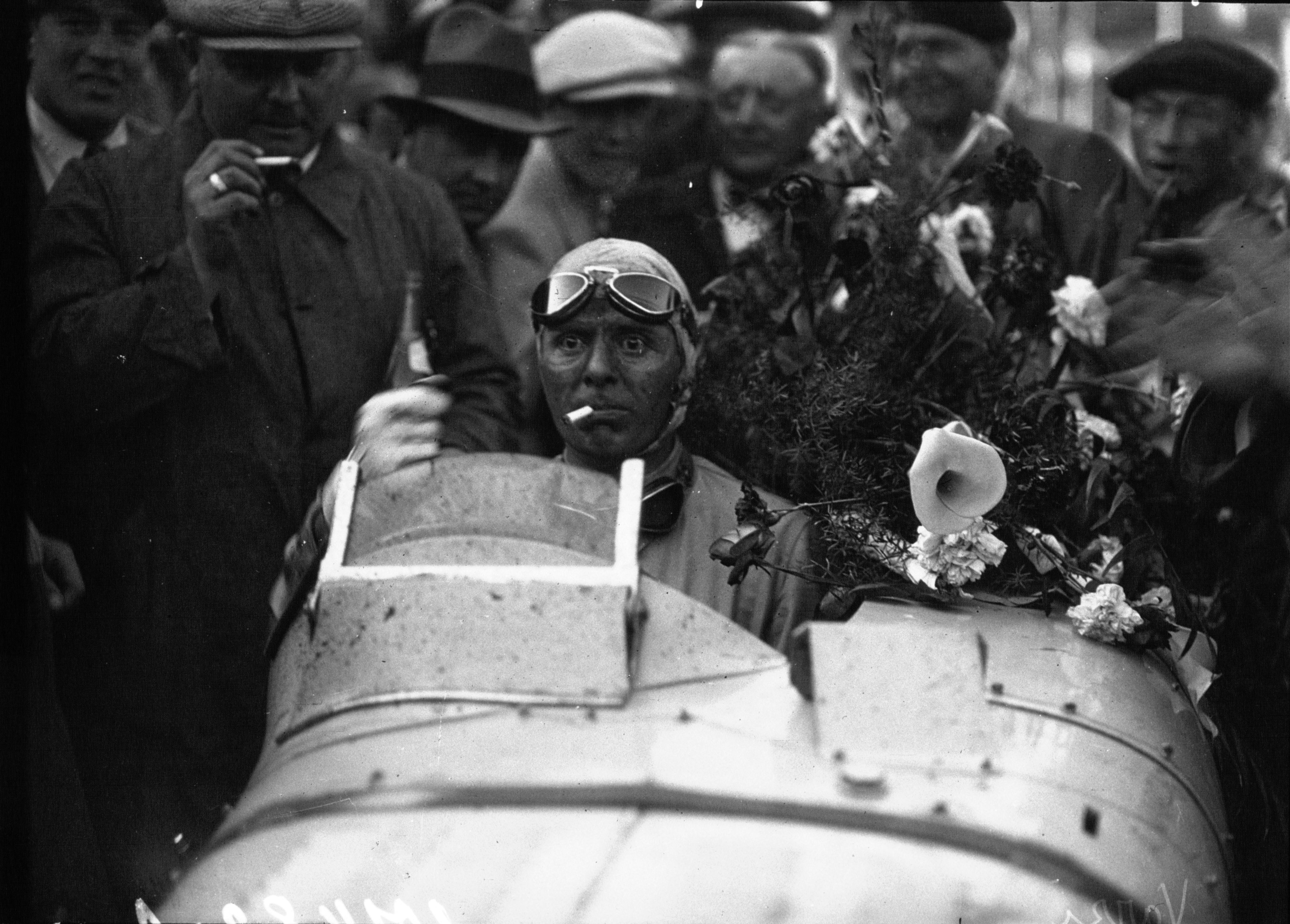
Achille Varzi, encore au volant de sa Bugatti T51, vient juste de remporter le Grand Prix de Monaco, profite de l'incendie de l'Alfa Romeo de nuvolari dans l'avant-dernier tour, après un duel sur cent tours.

Après un début de saison marqué par des victoires à Tunis et aux Mille Miglia, Nuvolari et Achille Varzi se retrouvent au Grand Prix de Monaco,. Durant cent tours, les deux hommes s'échangent la tête de la course à de nombreuses reprises jusqu'à l'avant-dernier tour où, dans le tunnel qui mène au port et alors qu'il est en tête, Nuvolari voit son moteur prendre feu, laissant la victoire à Varzi et à sa Bugatti Type 51.
Il remporte ensuite le Grand Prix d'Alexandrie puis, à Tripoli, est impliqué dans le scandale de la loterie,,. Varzi, Borzacchini et Nuvolari prévoyaient de terminer la course dans un ordre prédéfini qui leur aurait permis de remporter la loterie de l'état Libyen. En effet, chaque pilote ayant reçu un ticket (une trentaine en tout), le pilote détenant le billet portant le numéro de la voiture victorieuse devait recevoir sept millions et demi de Lires. Toutefois, selon Alfred Neubauer, le directeur de l'écurie Mercedes, cette histoire est fictive.
Alfa Romeo annonce alors son intention de participer aux 24 Heures du Mans 1933 et engage Tazio Nuvolari aux côtés du Français Raymond Sommer qui souhaite piloter pendant la majorité de l'épreuve arguant qu'il connaît mieux le circuit que Nuvolari qui pourrait accidenter la voiture. L'Italien rétorque qu'il est champion en Grand Prix et que la course du Mans n'est qu'une simple formalité qui ne le perturbe pas. Les deux hommes finissent par trouver un accord et piloteront autant l'un que l'autre. En course, ils rencontrent plusieurs problèmes mécaniques, dont une fuite d'essence réparée avec un chewing-gum, qui les contraignent à s'arrêter régulièrement. Plusieurs réparations forcent Nuvolari à battre le record du tour à neuf reprises en fin de course pour s'imposer avec seulement 401 m d'avance sur Luigi Chinetti et Philippe de Gunzbourg,,.
En Grand Prix, Nuvolari remporte la course de Nîmes avant d'enchaîner deux contre-performances, à Penya-Rhin puis dans la Marne,,. Réalisant que les monoplaces Maserati sont devenues plus performantes que les Alfa Romeo, il s'engage au Grand Prix de Belgique sur une 8CM achetée à Raymond Sommer et remporte la course au volant la monoplace engagée par la Scuderia Ferrari,. Nuvolari quitte alors violemment la Scuderia Ferrari et après plusieurs courses disputées en tant que pilote privé, il rejoint l'écurie officielle Maserati. Au volant de sa 8CM, il multiplie les bons résultats, s'impose à Livourne, à Nice ainsi qu'au Tourist Trophy, cette fois au volant d'une MG Magnette K3,,,.
Début 1934, Nuvolari s'engage au Grand Prix de Monaco à titre privé, sur une Bugatti Type 59. Alors troisième, il est ralenti par des problèmes de frein et termine la course cinquième à deux tours du vainqueur Guy Moll. Au Circuito di Alessandria, Nuvolari, gêné par Carlo Felice Trossi, sort de la piste et se brise la jambe droite. À l'hôpital et alors qu'il est encore convalescent, il décide de s'engager à la prochaine Avusrennen, quatre semaines après son accident,. Nuvolari se présente sur une Maserati modifiée pour se servir des trois pédales avec le seul pied gauche, le droit étant plâtré. Victime de crampes, il termine cinquième de la course. Francis Curzon, à propos de cette course, déclare : « Que tous ceux qui disent que c'était téméraire soient honnêtes et admettent que c'était une des plus belles démonstrations de courage jamais vu. C'est par de tels hommes que les victoires sont remportées ! »,.
En juin, Nuvolari, prend le départ du Grand Prix de Penya-Rhin. Bien que débarrassé de son plâtre et s'il reste gêné par la douleur de sa jambe droite, il abandonne sur casse mécanique. En Italie, à Monza, Tazio Nuvolari inaugure la nouvelle Maserati 6C-34 avec laquelle il finit cinquième, à trois tours des Mercedes-Benz W25 de Rudolf Caracciola et Luigi Fagioli,,. Il dispute les deux dernières courses de sa saison en octobre en remportant le Grand Prix de Modène et la Coppa Principessa di Piemonte à Naples.

### 1935–1937: retour difficile chez Alfa Romeo

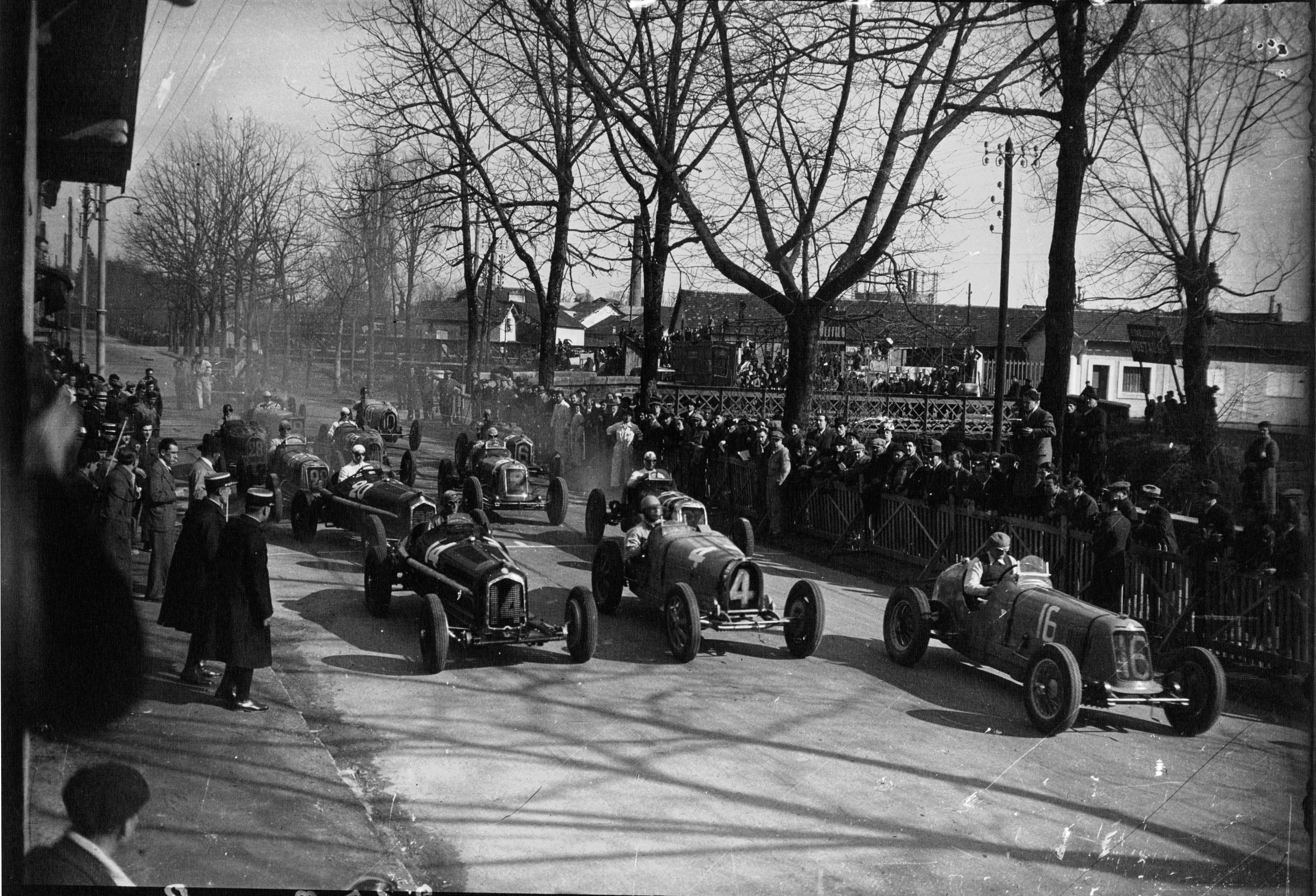
La grille de départ du Grand Prix de Pau 1935 : Nuvolari, en pole position, partage la première ligne avec Philippe Étancelin.

Début 1935, Auto Union AG, le consortium composé de Wanderer, Horch, NSU et DKW, propose un contrat de pilote officiel à Nuvolari, d'autant que le championnat d'Europe des pilotes reprend après deux années d'interruption. Sept épreuves sont prévues sur une distance de 500 kilomètres chacune, à Monaco, en France, en Belgique, en Allemagne, en Suisse, en Italie et en Espagne,,,,,,,.
Achille Varzi, pilote officiel Auto Union, revanchard, fait alors obstacle à son recrutement. Tazio Nuvolari approche alors Enzo Ferrari qui refuse de l'engager car Nuvolari avait quitté la Scuderia. Benito Mussolini, le président du conseil italien intervient alors en faveur du campionissimo et fait revenir l'ingeniere sur sa décision,,,. Nuvolari peut alors se stabiliser, il se sépare des véhicules qu'il engageait lui-même pour les courses dont un certain nombre est revendu en Afrique du Sud par l'entremise de son compatriote Mario Mazzacurati.

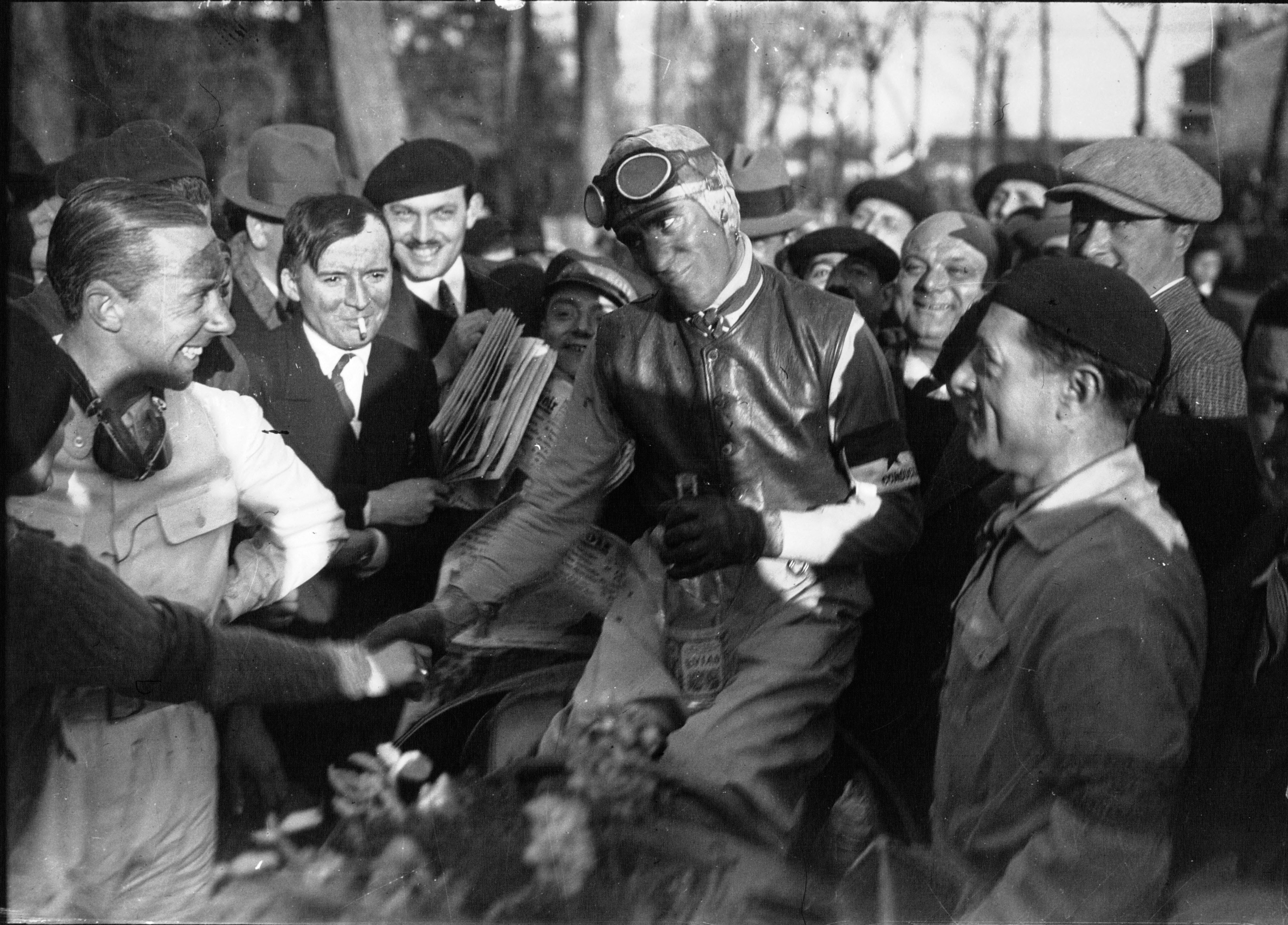
Tazio Nuvolari félicité par les officiels après avoir devancé son coéquipier René Dreyfus et remporté le Grand Prix de Pau 1935.

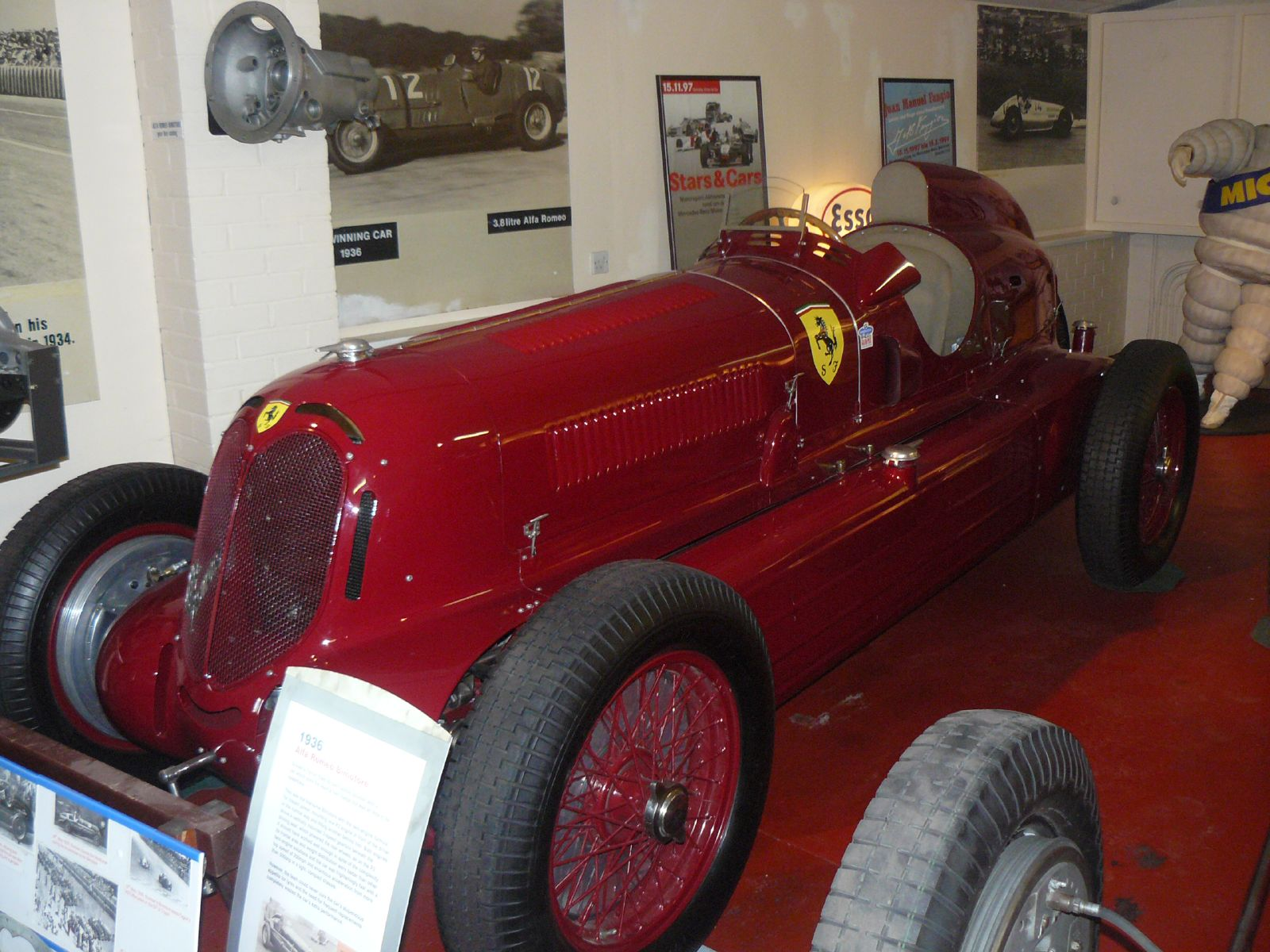
Si l'Alfa Romeo Bimotore, conçue pour les Grands Prix par la Scuderia Ferrari ne brille pas en course (Nuvolari termine quatrième à Tripoli et Louis Chiron se classe second de l'Avusrennen, meilleur résultat de la monoplace), elle permet toutefois au Mantouan d'établir deux records de vitesse en juin 1935 avant d'être remisée au profit de l'ancienne Alfa Romeo P3.

Au sein de la Scuderia Ferrari, le Mantouan commence la saison avec une victoire sur le sélectif tracé urbain du Grand Prix de Pau. Deux mois plus tard, le championnat d'Europe des pilotes débute à Monaco où l'italien se maintient en bonne position jusqu'à ce qu'il soit ralenti par des problèmes de freins ; Carlo Felice Trossi reprend alors le volant de sa monoplace et abandonne rapidement.
Après une prestation écourtée à cause d'une casse moteur à Tunis, Nuvolari participe au Grand Prix automobile de Tripoli 1935 sur une Alfa Romeo Bimotore,. Cette monoplace construite par la Scuderia Ferrari sur la base de la P3, est délicate à conduire et use beaucoup ses pneumatiques. Nuvolari termine néanmoins quatrième, juste derrière les flèches d'Argent.
À l'Avusrennen, malgré une vitesse de pointe très élevée, Nuvolari ne se qualifie pas pour la manche finale. Déçu, il explique aux deux concepteurs de la voiture, Enzo Ferrari et Luigi Bazzi, qu'elle n'est pas adaptée aux Grands Prix, même sur les circuits à très haute vitesse de la Mellaha et de l'Avus mais pourrait battre des records de vitesses, ce qu'il démontre peu après : Nuvolari établit deux nouveaux records, le kilomètre lancé à 321,428 km/h et le mille lancé à 323,125 km/h, sur l'autostrada Firenze-Mare, au volant de la voiture de classe B (cinq litres à huit litres),.
Une semaine plus tard, à Montlhéry où se tient le controversé Grand Prix de l'ACF (les commissaires de pistes favorisent les monoplaces et pilotes français), Nuvolari lutte contre la Mercedes-Benz W25B de Rudolf Caracciola. Il se montre plus rapide dans les chicanes et prend ainsi l'avantage sur l'Allemand mais, alors qu'il est en tête, il abandonne, victime du même problème de transmission que son coéquipier Louis Chiron.

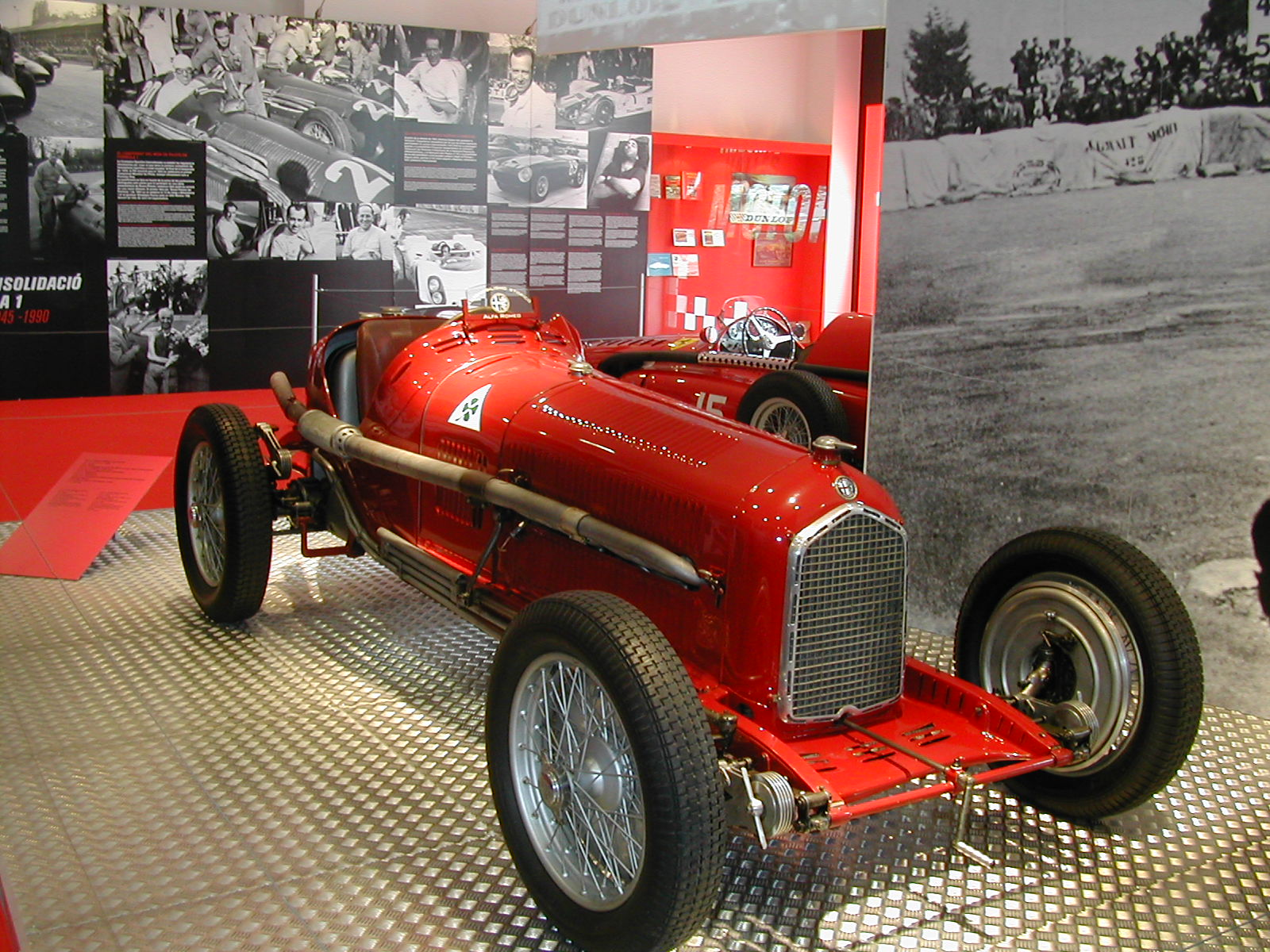
Au volant d'une Alfa Romeo P3, Nuvolari remporte le Grand Prix automobile d'Allemagne 1935 sur le Nürburgring, succès le plus retentissant de sa carrière.

Nuvolari remporte un peu plus tard, au Grand Prix d'Allemagne disputé sur le Nürburgring, la victoire la plus retentissante de sa carrière. Avec une Alfa Romeo P3, vieille de quatre ans et moins puissante de cent chevaux que les Mercedes-Benz W25 et Auto Union Type B de ses rivaux, il dépasse Manfred von Brauchitsch sur Mercedes-Benz dans le dernier tour et gagne l'épreuve,,,,. Si cette « victoire impossible » est saluée par les trois cent mille spectateurs, elle met les organisateurs allemands dans l'embarras : sûrs d'une victoire allemande, ils n'ont pas de partition de l'hymne italien pour le jouer lors de la cérémonie du podium,.
À l'issue de la course, Nuvolari s'amuse des questions posées par les journalistes, un échange est resté célèbre :
Le journaliste : – Où trouvez-vous le courage de grimper à chaque fois dans votre cockpit ?

Nuvolari : – Et vous ? Où espérez-vous mourir ?

Le journaliste : – Moi ? Chez moi, j'espère ! Dans mon lit !

Nuvolari : – Où trouvez-vous le courage de vous glisser chaque soir dans vos draps ?
Nuvolari s'impose ensuite à Livourne et à Nice,. Au Grand Prix de Suisse, à Bremgarten, sur une P3 réalésée, il termine cinquième. Pour les deux dernières manches de la saison en Italie et en Espagne, il inaugure l'Alfa Romeo 8C-35 et abandonne deux fois sur problème mécanique,. Ses résultats lui permettent d'être classé quatrième du championnat,,.
Le championnat de la saison de Grands Prix 1936 comporte quatre épreuves, Monaco, l'Allemagne, la Suisse et l'Italie,,,. À l'exception de l'épreuve monégasque courue sur 318 km, les Grands Prix se courent sur près de 500 km. À Monaco, Nuvolari termine quatrième. Un mois plus tard, au Grand Prix de Tripoli, éjecté de sa voiture à la suite d'une crevaison, il est relevé avec de multiples contusions et deux vertèbres probablement fracturées. Le lendemain, malgré la douleur et avec un corset en plâtre, il prend le départ et termine huitième,. Revenu en Europe, il monte sur le podium à quatre reprises : il remporte les Grands Prix de Penya-Rhin, de Hongrie et de Milan et termine deuxième de l'Eifelrennen, dominé par Bernd Rosemeyer déchaîné dans le brouillard du Nürburg,,,.
Au Grand Prix d'Allemagne, deuxième épreuve du championnat, sur le Nürburgring, Nuvolari dispose d'une Alfa Romeo 12C-36, comme à l'Eifelrennen mais abandonne. Il abandonne à nouveau à la Coppa Montenero, à la Coppa Acerbo puis au Suisse. En Italie, porté par son public et en l'absence des Mercedes-Benz retirées par Alfred Neubauer, Nuvolari monte sur la deuxième marche du podium entre les Auto Union de Bernd Rosemeyer, le nouveau champion, et de Ernst von Delius. Nuvolari est troisième du championnat. Il termine la saison par deux victoires hors-championnat à Modène et à la Coupe Vanderbilt,. Bien que la pègre tente de fausser le résultat de la course en incitant Nuvolari à perdre, et malgré un moteur affaibli ne fonctionnant que sur onze cylindres, le Mantouan termine premier avec une avance de douze minutes, remporte une prime de 12 000 dollars (1 000 par minute d'avance),,, et devient pour les américains « l'homme qui signa avec le Diable »

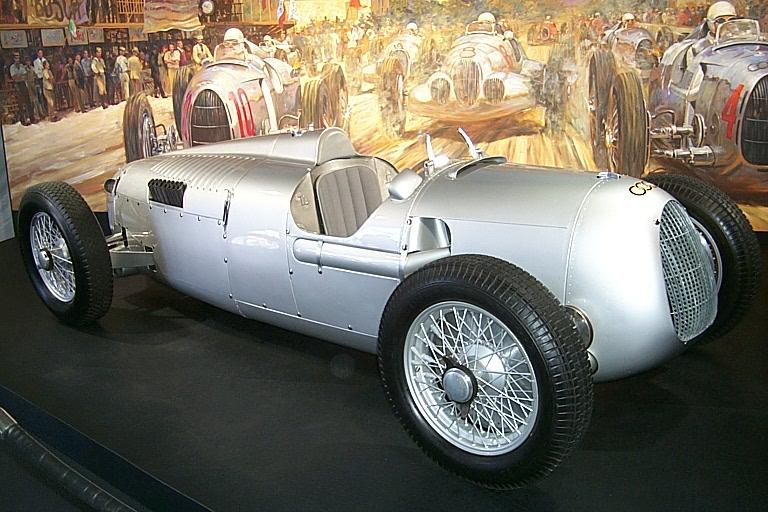
Nuvolari est engagé par Auto Union AG pour piloter ses modèle C et modèle D. Bien que jugeant ces voitures difficiles à piloter, il s'impose en 1938 aux Grands Prix d'Italie et de Donington. En 1939, il obtient le dernier succès de l'avant-guerre en Europe au Grand Prix de Belgrade.

Début 1937, Alfa Romeo se réengage en compétition avec sa propre structure, Alfa Corse et récupère le personnel affecté à la Scuderia Ferrari. Bien que déçu par sa saison passée avec Alfa Romeo, Nuvolari reste fidèle à la firme milanaise alors que les écuries allemandes dominent sans partage cette saison de Grands Prix. Le championnat 1937 comporte cinq Grands Prix, en Belgique, Allemagne, Monaco, Suisse et Italie,,,,,.
Le 20 juin 1937, Tazio Nuvolari remporte sa seule victoire de la saison au Circuito di Milano, avec un tour d'avance sur l'Auto Union Type C de Rudolf Hasse. Une semaine plus tard, pendant le voyage à bord du paquebot Normandie qui le conduit avec Giuseppe Farina aux États-Unis pour disputer la Coupe Vanderbilt (où il abandonnera, sa voiture ayant pris feu), il reçoit un télégramme de Mantoue lui annonçant le décès de son fils aîné, Giorgio, terrassé par une myocardite à dix-huit ans,.
Sa participation à la Coupe Vanderbilt lui fait rater le Grand Prix de Belgique, épreuve d'ouverture de la saison des Grands Prix, moins d'une semaine plus tard. En Allemagne, avec la Scuderia Ferrari, il termine quatrième au volant de son Alfa Romeo 12C-36. Deux semaines plus tard, il fait l'impasse sur le Grand Prix de Monaco, comptant pour le championnat.
À la Coppa Acerbo, il découvre la nouvelle Alfa Romeo 12C-37 qui se révèle lente et peu fiable. Le campionissimo la cède alors à Farina avant même la mi-course.
Pour le Grand Prix de Suisse, contacté par Auto Union, il pilote une Type C. Au huitième tour, il cède le volant de sa monoplace à Bernd Rosemeyer qui terminera cinquième et, à la mi-course, prend le relais de Luigi Fagioli pour finir septième. Alfa Romeo se retire de la compétition avant même la fin de saison et licencie Vittorio Jano, son ingénieur en chef. Revenu chez Scuderia Ferrari pour les disputer les derniers Grands Prix, Nuvolari termine septième et cinquième des Grands Prix d'Italie et de Tchécoslovaquie,,. Nuvolari se classe finalement septième du championnat, loin derrière le vainqueur, Rudolf Caracciola,,.

### 1938–1939: derniers Grands Prix avant-guerre avec Auto Union

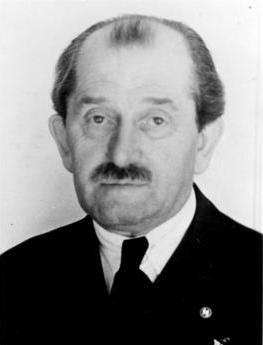
Ferdinand Porsche, directeur de l'écurie et ingénieur Auto Union appelait Tazio Nuvolari le plus grand coureur d'hier, d'aujourd'hui et de demain.

Nuvolari commence la saison 1938 comme pilote officiel Alfa Corse. À Pau, le réservoir d'essence de son Alfa Romeo Tipo 308 explose. Il prend alors des vacances aux États-Unis pendant lesquelles il décide de ne plus jamais piloter d'Alfa Romeo et d'annoncer son départ de l'écurie.
Dans le même temps, Auto Union fragilisée par la mort de Bernd Rosemeyer dans une tentative de record de vitesse, recherche un nouveau pilote de pointe. Ferdinand Porsche choisit Nuvolari pour remplacer le Nebelmeister. Contacté peu après le Grand Prix de Tripoli, Nuvolari accepte la proposition de l'écurie allemande. Le championnat comporte quatre Grands Prix, en France, Allemagne, Suisse et Italie disputés sur des tracés allant de près de 364 km pour la plus courte à près de 500 pour la plus longue,,,,.
Nuvolari fait officiellement ses débuts avec Auto Union en Allemagne où il abandonne, impliqué dans un accident au deuxième tour. Au neuvième tour, il relaye d'Hermann Paul Müller et finit quatrième de l'épreuve. Il abandonne à la Coppa Acerbo puis, en Suisse, termine neuvième,. Le championnat se termine en Italie où, après un début de course où il lutte contre Richard Seaman, l'Italien se hisse en première position et profite des abandons successifs des pilotes Mercedes pour conserver sa position et remporter la course. Il achève sa saison, hors-championnat, à Donington. Au cours des essais, Nuvolari percute un cerf qui termine en trophée dans son salon. Malgré cet incident, il réalise le deuxième temps des qualifications et remporte le Grand Prix. Le Mantouan se classe cinquième du championnat d'Europe des pilotes 1938,,.
La saison de Grands Prix 1939 commence avec une deuxième place à l'Eifelrennen. La suite du championnat ne lui permet pas de concrétiser sur sa lancée : sur les quatre épreuves du championnat, il abandonne coup sur coup en France, en Belgique puis en Allemagne,,,. En Suisse, il termine cinquième.
Le calendrier des Grands Prix s'interrompt début septembre, lors de l'invasion de la Pologne par l'Allemagne. Le Grand Prix de Belgrade reste programmé en Europe et se dispute le 3 septembre 1939. Seulement cinq pilotes s'engagent et Nuvolari remporte la dernière victoire de l'avant-guerre,.
Alors que Nuvolari est quatrième du classement provisoire du championnat d'Europe, son coéquipier Hermann Paul Müller est en tête du classement. Pour autant, Adolf Hühnlein, président du NSKK, l'association paramilitaire des pilotes allemands, décrète qu'Hermann Lang est le champion,,.

### Après-guerre, dernières années de course

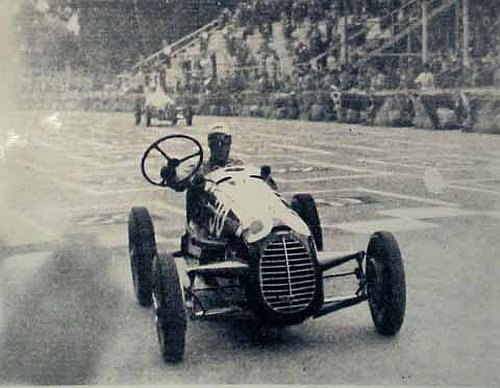
En course à Turin, la Cisitalia D46 de Nuvolari perd son volant et le contraint à rallier les stands en pilotant avec sa seule main gauche.

Le 11 avril 1946, Alberto Nuvolari, le fils cadet du pilote, décède. Malgré la douleur, Nuvolari prend le départ du Grand Prix de Marseille un mois plus tard et réalise le meilleur tour en course avant d'abandonner. Nuvolari renoue avec la victoire au Grand Prix automobile d'Albi 1946 sur une Maserati 4CL. Au Circuito di Milano, alors qu'il peut espérer finir troisième, il abandonne, incapable de piloter d'une seule main : en effet, devenu malade et asthmatique à force de respirer les gaz d'échappement, il doit maintenir en place un masque respiratoire.
En fin d'année, Nuvolari participe au Circuito di Mantova. En hommage aux deux fils défunts de Tazio Nuvolari, l'épreuve est renommé Coppa Giorgio e Alberto Nuvolari. Les trois années suivantes, Nuvolari court sur des Cisitalia et Ferrari. Aux Mille Miglia 1947, il pilote une Cisitalia 202 Spyder et mène un temps l'épreuve. Toutefois, ralenti par la fatigue, par un problème d'allumage et par une pluie violente qui inonde son cockpit, il termine deuxième (premier de sa catégorie) derrière l'Alfa Romeo 8C 2900 Berlinetta de Clemente Biondetti. Il dispute sa dernière course, la Salita al Monte Pellegrino, une course de côte à Palerme, au volant d'une Cisitalia-Abarth 204 de la Squadra Carlo Abarth et remporte une victoire de catégorie,.
Nuvolari n'annonce pas formellement sa retraite mais, diminué par son état de santé, devient de plus en plus discret. Fin 1952, un infarctus le laisse partiellement paralysé. Neuf mois plus tard, il décède d'une seconde attaque. Plusieurs dizaines de milliers de personnes, dont une moitié de Mantouans, prennent part à ses funérailles. Des personnalités du monde de l'automobile viennent lui rendre hommage, dont Enzo Ferrari et Ferdinand Porsche qui déclare que Tazio Nuvolari est « le plus grand coureur d'hier, d'aujourd'hui et de demain ». Conformément à ses dernières volontés il est inhumé avec son « uniforme de course », un pantalon bleu, un jersey jaune avec les lettres TN brodées et son casque. Son cercueil est porté sur plus d'un kilomètre par Alberto Ascari, Luigi Villoresi et Juan Manuel Fangio,.

## Hommages et postérité
« Nul n'a, comme lui, combiné une si haute sensibilité de la voiture à un courage presque inhumain »

— Enzo Ferrari,

« C'était un homme qui a violenté son quotidien et a accompli des choses qui, pour tout un chacun, étaient absurdes… Pour les jeunes de l'époque dont je faisais partie, Nuvolari représentait le courage, un courage sans limite. Il était un mythe inaccessible. »

— Michelangelo Antonioni,

« Nuvolari est le plus grand coureur du passé, du présent et du futur »

— Ferdinand Porsche,

« Tant que le monde parlera de sport automobile, il se rappellera Nuvolari. »

— Francis Curzon,

« Nuvolari, en plus d'être mon plus grand rival, était le meilleur coureur de tous les temps. Il n'était pas un maître mais un artiste du volant. Un maître peut enseigner, l'art ne s'enseigne pas. »

— Achille Varzi,

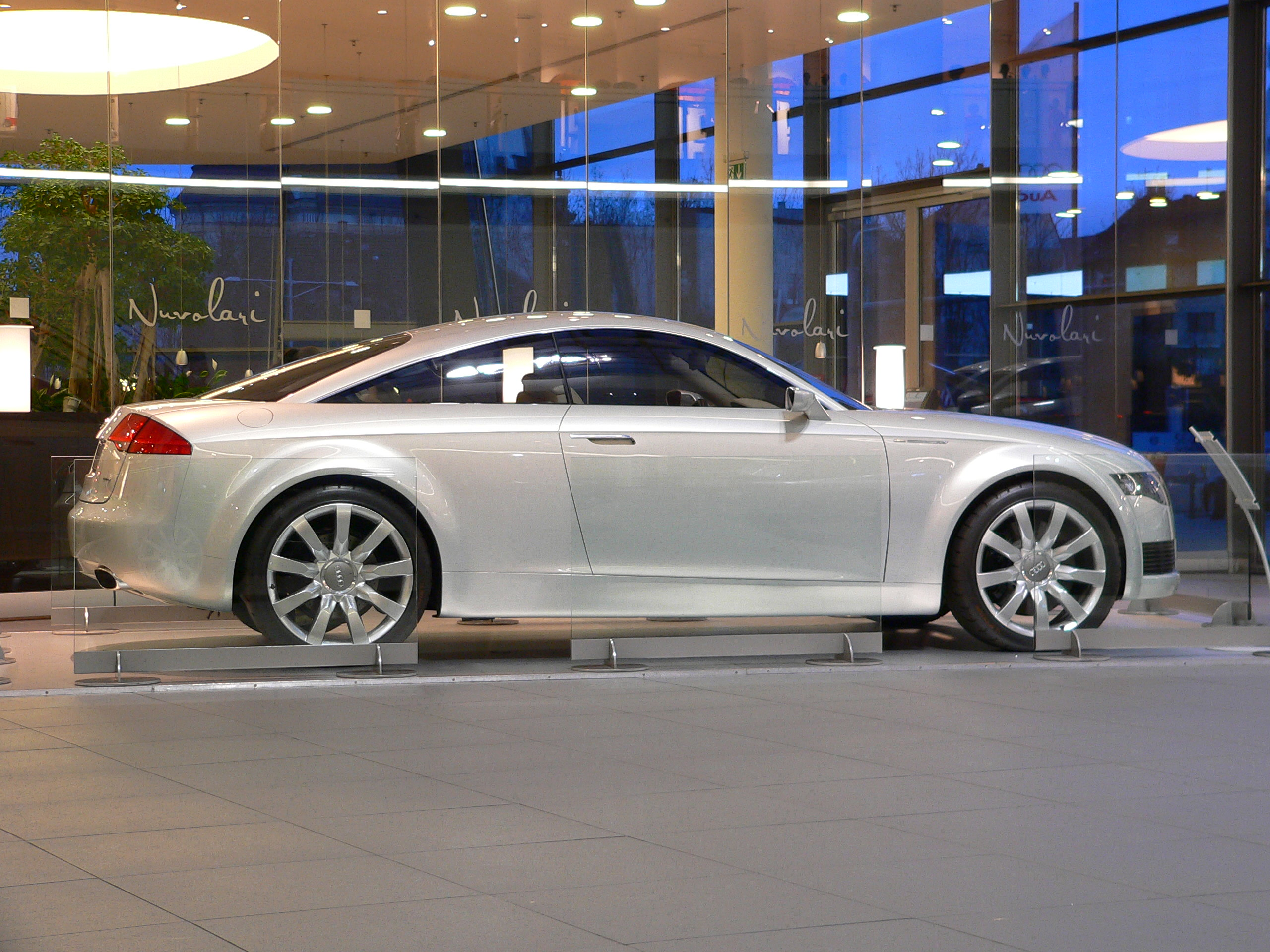
L'Audi Nuvolari Quattro, baptisée en hommage au pilote italien.

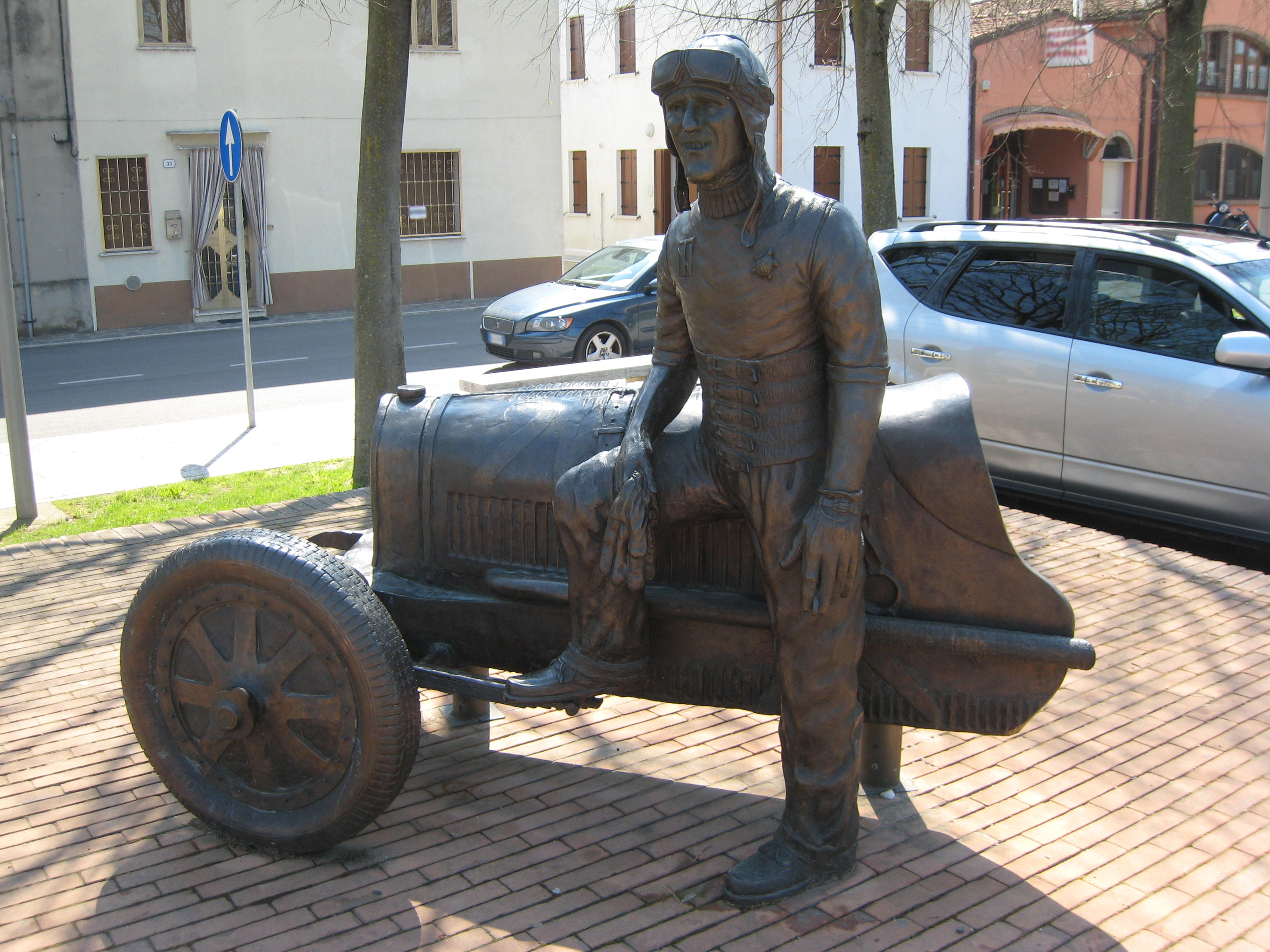
Une statue dans les rues de Castel d'Ario, la ville natale du campionissimo.

Quatre voitures ont été nommées en son hommage : la Cisitalia 202 Spider “Nuvolari”, l'Alfa Romeo Nuvola, l'EAM Nuvolari S1 et l'Audi Nuvolari Quattro,. Maserati a enrichi son nuancier d'un grigio-Novolari.
Le 7 mai 2015, en présence du président du Comité olympique national italien (CONI), Giovanni Malagò, a été inauguré  le Walk of Fame du sport italien dans le parc olympique du Foro Italico de Rome, le long de la Viale delle Olimpiadi. Cent tuiles rapportent chronologiquement les noms des athlètes les plus représentatifs de l'histoire du sport italien. Sur chaque tuile figure le nom du sportif, le sport dans lequel il s'est distingué et le symbole du CONI. L'une de ces tuiles lui est dédiée.

## Nuvolari dans les médias, au cinéma, dans la chanson et dans la bande dessinée

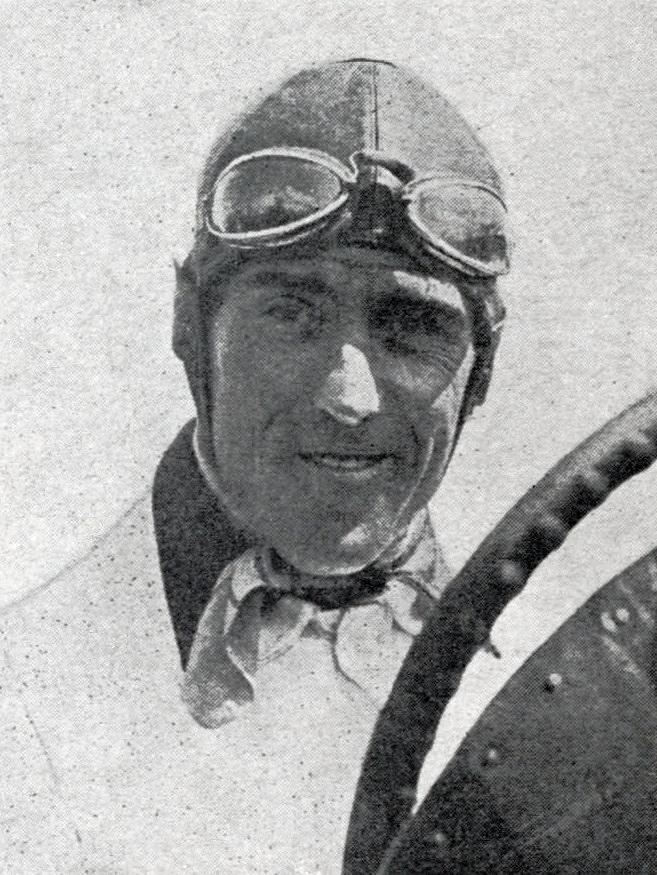
Tazio Nuvolari, au Grand Prix de l'ACF 1932 qu'il remporte après cinq heures de course.

Nuvolari s'intéressait aux médias et en particulier à la photographie. Il parcourait souvent les stands avec un appareil photographique.
Son nom est désormais celui d'une chaîne télévisée italienne payante dédiée aux sports mécaniques.
Très populaire en Italie, Nuvolari a fait l'objet d'une chanson éponyme, interprétée en 1976 par Lucio Dalla.
« Nuvolari è bruno di colore, Nuvolari ha la maschera tagliente
Nuvolari ha la bocca sempre chiusa, di morire non gli importa niente
Corre se piove, corre dentro al sole, tre più tre per lui fa sempre sette
Con l'Alfa rossa fa quello che vuole, dentro al fuoco di cento saette! »
— Lucio Dalla, Automobili, Nuvolari

« Nuvolari a le teint mât, Nuvolari a la mâchoire carrée
Nuvolari a toujours les dents serrées et ne se soucie pas de la mort
Il pilote sous la pluie, il court vers le soleil, pour lui trois et trois font sept
De son Alfa rouge, au milieu du feu lancé par cent flèches, il fait ce qu'il veut ! »
— Automobili, Nuvolari
En 1948, Tazio Nuvolari fait une incursion au cinéma en jouant son propre rôle aux côtés d'autres sportifs comme les champions cyclistes Fausto Coppi, Gino Bartali, Louison Bobet, Ferdi Kübler et le pilote automobile Jean-Pierre Wimille dans le film italien Totò al giro d'Italia de Mario Mattoli.
La vie de Nuvolari et des pilotes de l'entre-deux-guerres sous le Troisième Reich est le sujet d'un triptyque en bande dessinée de Marvano intitulé Grand Prix, paru aux éditions Dargaud,,.

## Style de conduite
La faible taille de Nuvolari (1,60 m) allait de pair avec une faible force physique qui l'ont amené à développer un style de conduite particulier. Pour entrer au mieux dans les virages, Nuvolari mettait sa voiture en travers et contrôlait la glisse avec l'accélérateur, une technique proche du drift qu'il est un des premiers à utiliser avant que d'autres ne s'en inspirent, parmi lesquels Stirling Moss.
Pour modifier le centre de gravité de la voiture, il se penchait fortement à l'intérieur du virage, sa tête frôlant parfois la roue. Pour tourner le volant le plus rapidement possible, il jouait des coudes et de tout son poids, donnant parfois l'impression de sauter sur son siège.

## Résultats en compétition automobile

### Résultats en Championnat d'Europe des pilotes
| Saison | Écurie                         | Constructeur          | Châssis       | Moteur                        | GP disputés | Victoires | Pole positions | Meilleurs tours | Points inscrits | Classement |
| ------ | ------------------------------ | --------------------- | ------------- | ----------------------------- | ----------- | --------- | -------------- | --------------- | --------------- | ---------- |
| 1931   | Alfa Corse                     | Alfa Romeo            | Tipo A 8C     | Alfa Romeo 2×L6 Alfa Romeo L8 | 3           | 0         | 0              | 0               | 13              | 5e         |
| 1932   | Alfa Corse                     | Alfa Romeo            | P3            | Alfa Romeo L8                 | 3           | 2         | 0              | 3               | 4               | Champion   |
| 1935   | Scuderia Ferrari               | Alfa Romeo            | P3 8C-35      | Alfa Romeo L8                 | 6           | 1         | 0              | 3               | 35              | 4e         |
| 1936   | Scuderia Ferrari               | Alfa Romeo            | 8C-35 12C-36  | Alfa Romeo L8 Alfa Romeo V12  | 4           | 0         | 0              | 0               | 17              | 3e         |
| 1937   | Scuderia Ferrari Auto Union AG | Alfa Romeo Auto Union | 12C-36 Type C | Alfa Romeo V12 Auto Union V16 | 3           | 0         | 0              | 0               | 28              | 7e ex æquo |
| 1938   | Auto Union AG                  | Auto Union            | Type D        | Auto Union V12                | 3           | 1         | 0              | 0               | 20              | 5e         |
| 1939   | Auto Union AG                  | Auto Union            | Type D        | Auto Union V12                | 4           | 0         | 0              | 0               | 19              | 4e         |

| Saison | Écurie           | Constructeur | Châssis | Moteur                | Course        | Course        | Course     | Course    | Course    | Course        | Course     | Classement | Points inscrits |
| Saison | Écurie           | Constructeur | Châssis | Moteur                | 1             | 2             | 3          | 4         | 5         | 6             | 7          | Classement | Points inscrits |
| --- | ---------------- | ------------ | ------- | --------------------- | ------------- | ------------- | ---------- | --------- | --------- | ------------- | ---------- | ---------- | --------------- |
| 1931 | Alfa Corse       | Alfa Romeo   | Tipo A  | Alfa Romeo 3,5 l 2×L6 | ITA Abd[*][A] |               |            |           |           |               |            | 5e         | 13              |
| 1931 | Alfa Corse       | Alfa Romeo   | 8C      | Alfa Romeo 2,3 l L8   |               | FRA 11e[*]    | BEL 2e[*]  |           |           |               |            | 5e         | 13              |
| 1932 | Alfa Corse       | Alfa Romeo   | P3      | Alfa Romeo 2,6 l L8   | ITA 1er       | FRA 1er       | ALL 2e     |           |           |               |            | Champion   | 4               |
| 1935 | Scuderia Ferrari | Alfa Romeo   | P3      | Alfa Romeo 3,2 l L8   | MON Abd[*][B] | FRA Abd[C]    | BEL Np     | ALL 1er   |           |               |            | 4e         | 35              |
| 1935 | Scuderia Ferrari | Alfa Romeo   | P3      | Alfa Romeo 3,8 l L8   |               |               |            |           | SUI 5e    |               |            | 4e         | 35              |
| 1935 | Scuderia Ferrari | Alfa Romeo   | 8C-35   | Alfa Romeo 3,8 l L8   |               |               |            |           |           | ITA Abd[*][D] | ESP Abd[E] | 4e         | 35              |
| 1936 | Scuderia Ferrari | Alfa Romeo   | 8C-35   | Alfa Romeo 3,8 l L8   | MON 4e        |               |            |           |           |               |            | 3e         | 17              |
| 1936 | Scuderia Ferrari | Alfa Romeo   | 12C-36  | Alfa Romeo 4,1 l V12  |               | ALL Abd[F]    | SUI Abd[G] | ITA 2e    |           |               |            | 3e         | 17              |
| 1937 | Scuderia Ferrari | Alfa Romeo   | 12C-36  | Alfa Romeo 4,1 l V12  | BEL Np        | ALL 4e        | MON Np     |           | ITA 7e[*] |               |            | 7e ex æquo | 28              |
| 1937 | Auto Union AG    | Auto Union   | Type C  | Auto Union 6,0 l V16  |               |               |            | SUI 5e[*] |           |               |            | 7e ex æquo | 28              |
| 1938 | Auto Union AG    | Auto Union   | Type D  | Auto Union 3,0 l V12  | FRA Np        | ALL Abd[*][H] | SUI 9e     | ITA 1er   |           |               |            | 5e ex æquo | 20              |
| 1939 | Auto Union AG    | Auto Union   | Type D  | Auto Union 3,0 l V12  | BEL Abd[I]    | FRA Abd[J]    | ALL Abd[K] | SUI 5e    |           |               |            | 4e ex æquo | 19              |
| Légende |                  |              |         |                       |               |               |            |           |           |               |            |            |                 |
| Légende (1931 / 1935-1939) - Vainqueur : 1 point - Deuxième : 2 points - Troisième : 3 points - Quatrième ou complété à plus de 75 % : 4 points - Complété entre 50 et 75 % : 5 points - Complété 25 et 50 % : 6 points - Complété à moins de 25 % : 7 points - N'a pas participé (np) : 8 points - Disqualifié (dsq) : 8 points - En gras : pole position - En italique : meilleur tour en course - * : voiture partagée Légende (1932) - Vainqueur : 1 point - Deuxième : 2 points - Troisième : 3 points - Quatrième : 4 points - Cinquième : 5 points - Autre partant : 6 points - Disqualifié (dsq) : 6 points - N'a pas participé (np) : 7 points - En gras : pole position - En italique : meilleur tour en course - * : voiture partagée |                  |              |         |                       |               |               |            |           |           |               |            |            |                 |
| Voiture partagée (*) |                  |              |         |                       |               |               |            |           |           |               |            |            |                 |
| - ^ Grand Prix d'Italie 1931 : avec Baconin Borzacchini, reprend la voiture de Giuseppe Campari (vainqueur). - ^ Grand Prix de l'ACF 1931 : avec Giovanni Minozzi. - ^ Grand Prix de Belgique 1931 : avec Baconin Borzacchini. - ^ Grand Prix de Monaco 1935 : avec Carlo Felice Trossi. - ^ Grand Prix d'Italie 1935 : reprend la voiture de René Dreyfus (deuxième). - ^ Grand Prix de Suisse 1937 : avec Bernd Rosemeyer, reprend la voiture de Luigi Fagioli (septième). - ^ Grand Prix d'Italie 1937 : avec Giuseppe Farina. - ^ Grand Prix d'Allemagne 1938 : reprend la voiture de Hermann Paul Müller (quatrième). |                  |              |         |                       |               |               |            |           |           |               |            |            |                 |
| Motifs des abandons |                  |              |         |                       |               |               |            |           |           |               |            |            |                 |
| - A. : Mécanique - B. : Freins - C. : Transmission - D. : Piston grillé - E. : Suspension - F. : Essieu arrière - G. : Non précisé - H. et I. : Accident - J. : Boîte de vitesses - K. : Moteur |                  |              |         |                       |               |               |            |           |           |               |            |            |                 |

### Victoires en Championnat d'Europe des pilotes
| no | Année | Manche | Grand Prix | Circuit     | Départ | Écurie           | Châssis           | Résumé |
| -- | ----- | ------ | ---------- | ----------- | ------ | ---------------- | ----------------- | ------ |
| 1  | 1932  | 01/03  | Italie     | Monza       | 4e     | Alfa Corse       | Alfa Romeo P3     | Résumé |
| 2  | 1932  | 02/03  | France     | Reims-Gueux | 5e     | Alfa Corse       | Alfa Romeo P3     | Résumé |
| 3  | 1935  | 02/05  | Allemagne  | Nürburgring | 2e     | Scuderia Ferrari | Alfa Romeo P3     | Résumé |
| 4  | 1938  | 05/05  | Italie     | Monza       | 5e     | Auto Union AG    | Auto Union Type D | Résumé |

### Résultat aux 24 Heures du Mans
| Année | Équipe                | no | Châssis               | Moteur                          | Pneus     | Catégorie     | Équipier       | Départ | Tours     | Distance                                      | Résultat                     |
| ----- | --------------------- | -- | --------------------- | ------------------------------- | --------- | ------------- | -------------- | ------ | --------- | --------------------------------------------- | ---------------------------- |
| 1933  | Soc. Anon. Alfa Romeo | 11 | Alfa Romeo 8C 2300 MM | Alfa Romeo 2,3 l compresseur L8 | Englebert | D (2,0–3,0 l) | Raymond Sommer | 11e    | 233 tours | 3 144,038 km (Vitesse moyenne : 131,001 km/h) | Vainqueur (9e Coupe Biennal) |